# 하드 디스크 드라이브

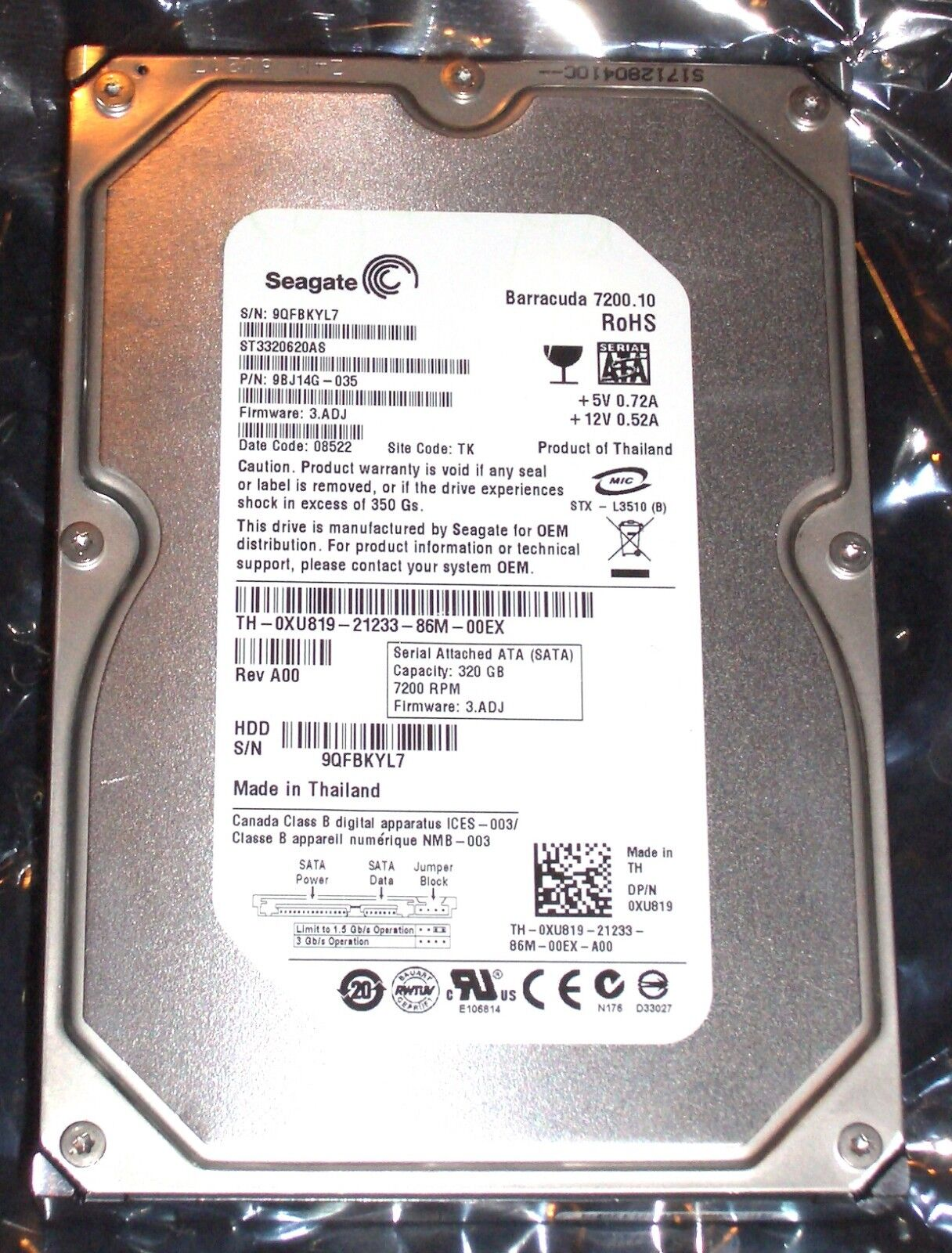
씨게이트 바라쿠다 320 GB HDD의 전면

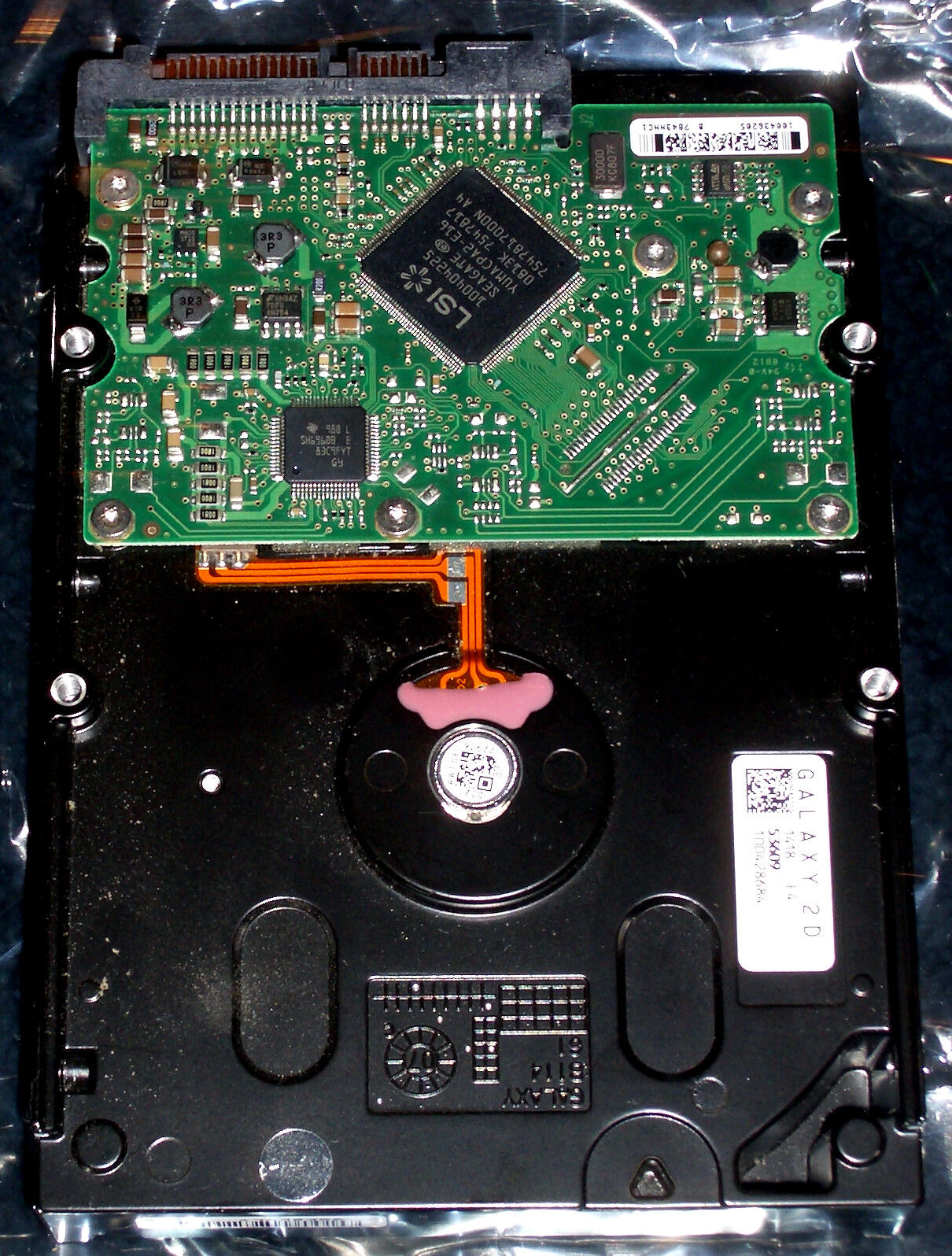
제어 보드가 보이는 HDD의 후면

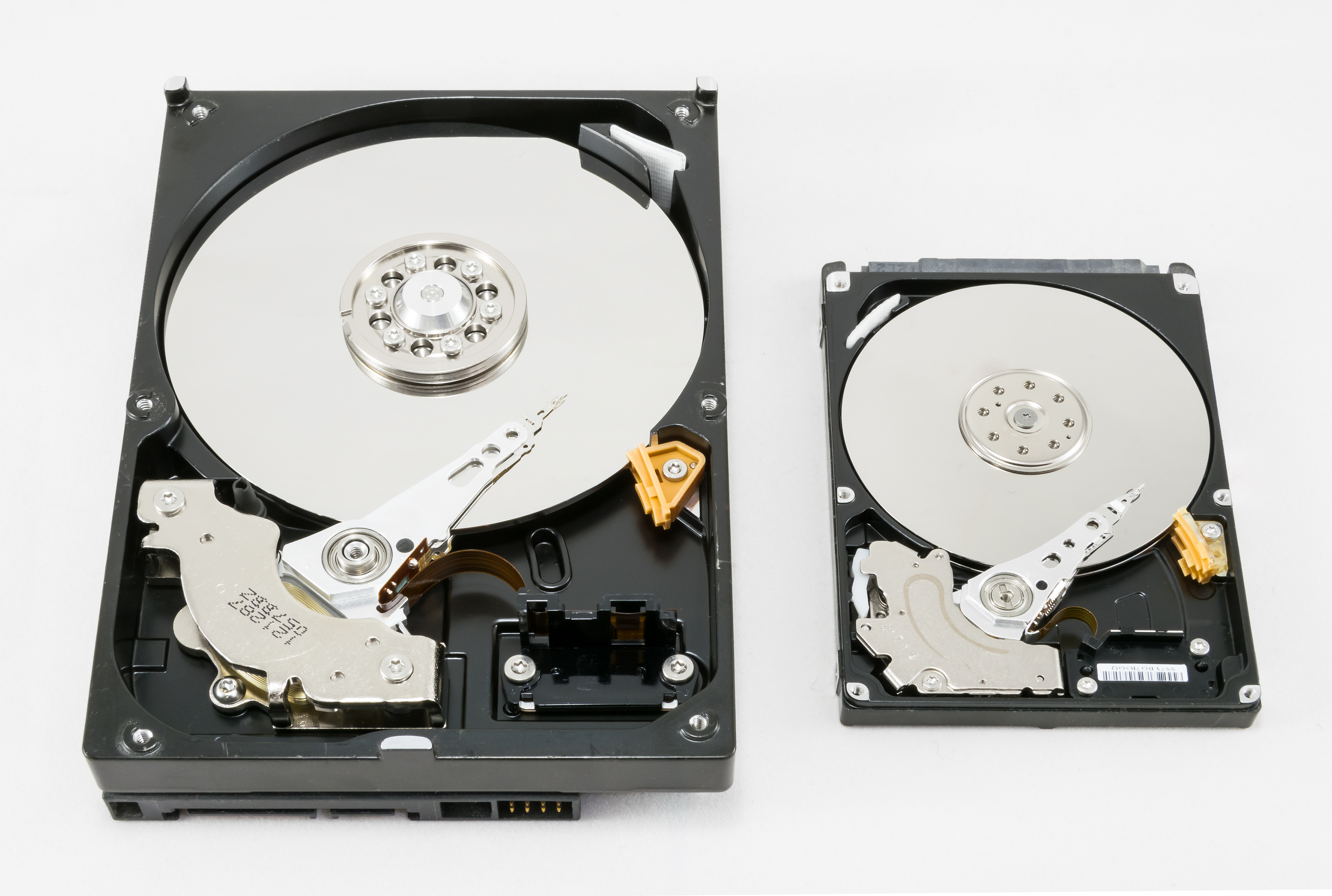
내부를 보여주기 위해 전면 덮개를 제거한 2.5인치 및 3.5인치 HDD

하드 디스크 드라이브(hard disk drive, HDD), 하드 디스크(hard disk), 하드 드라이브(hard drive), 고정 디스크(fixed disk)는 는 하나 이상의 단단하고 빠르게 회전하는 자성 재료로 코팅된 하드 디스크 플래터에 자기 저장을 사용하여 디지털 데이터를 저장하고 검색하는 전기 기계식 데이터 저장 장치이다. 플래터는 일반적으로 이동하는 액추에이터 암에 배열된 판독 기록 헤드와 쌍을 이루어 플래터 표면에 데이터를 읽고 쓴다. 데이터는 임의 접근 방식으로 접근되며, 이는 개별 블록의 데이터를 어떤 순서로든 저장하고 검색할 수 있음을 의미한다. HDD는 전원이 꺼져도 저장된 데이터를 유지하는 비휘발성 메모리의 일종이다. 최신 HDD는 일반적으로 작은 직사각형 상자 형태이다.
하드 디스크 드라이브는 1956년 IBM에 의해 도입되었으며, 1960년대 초부터 범용 컴퓨터의 주요 보조 기억 장치였다. HDD는 서버 및 개인용 컴퓨터의 현대 시대에도 이 위치를 유지했지만, 휴대 전화 및 태블릿 컴퓨터와 같이 대량으로 생산되는 개인용 컴퓨팅 장치는 플래시 메모리 저장 장치에 의존한다. 역사적으로 224개 이상의 회사가 HDD를 생산했지만, 광범위한 산업 통합 이후 대부분의 장치는 씨게이트, 도시바 및 웨스턴 디지털에서 제조된다. HDD는 서버용으로 생산되는 스토리지 용량 (연간 엑사바이트)에서 우위를 점하고 있다. 생산량은 서서히 증가하고 있지만 (출하된 엑사바이트 기준), 솔리드 스테이트 드라이브 (SSD)는 더 높은 데이터 전송 속도, 더 높은 면적 저장 밀도, 다소 더 나은 안정성, 그리고 훨씬 낮은 레이턴시 및 액세스 시간을 가지고 있기 때문에 판매 수익 및 단위 출하량은 감소하고 있다.
대부분 NAND 플래시 메모리를 사용하는 SSD의 수익은 2018년에 HDD를 약간 넘어섰다. 2017년 현재 플래시 스토리지 제품의 수익은 하드 디스크 드라이브의 두 배 이상이었다. SSD는 비트당 비용이 4~9배 더 높지만, 속도, 전력 소비, 작은 크기, 높은 용량 및 내구성이 중요한 응용 분야에서 HDD를 대체하고 있다. 2017년 현재 SSD의 비트당 비용은 하락하고 있으며, HDD에 대한 가격 프리미엄은 좁혀졌다.
HDD의 주요 특징은 용량과 성능이다. 용량은 1000의 거듭제곱에 해당하는 단위 접두어로 지정된다. 1테라바이트 (TB) 드라이브의 용량은 1000기가바이트이며, 1기가바이트는 1,000메가바이트 = 1,000,000킬로바이트 (1백만) = 1,000,000,000바이트 (10억)이다. 일반적으로 HDD 용량의 일부는 파일 시스템 및 운영체제에 사용되고, 오류 수정 및 복구를 위한 내장 중복성에 사용될 수 있으므로 사용자에게는 사용할 수 없다. 용량은 HDD 제조업체에서 십진 기가바이트 (1000의 거듭제곱)로 표기하지만, 가장 일반적으로 사용되는 운영체제는 1024의 거듭제곱으로 용량을 보고하므로 광고된 것보다 작은 숫자가 나타나 용량 혼란이 있을 수 있다. 성능은 헤드를 트랙 또는 실린더로 이동하는 데 필요한 시간 (평균 액세스 시간), 원하는 섹터가 헤드 아래로 이동하는 데 걸리는 시간 (평균 레이턴시, 이는 분당 회전수의 물리적 회전 속도의 함수), 그리고 마지막으로 데이터가 전송되는 속도 (데이터 전송률)로 지정된다.
최신 HDD의 가장 일반적인 두 가지 폼 팩터는 데스크톱 컴퓨터용 3.5인치와 주로 노트북용 2.5인치이다. HDD는 SATA (직렬 ATA), USB, SAS (시리얼 부착 SCSI), 또는 병렬 ATA (병렬 ATA) 케이블과 같은 표준 인터페이스 케이블을 통해 시스템에 연결된다.

## 역사
| 매개변수         | 시작 시 (1957)                                   | 개선 후                            | 개선       |
| ---------------- | ------------------------------------------------ | ---------------------------------- | ---------- |
| 용량 (포맷됨)    | 3.75 메가바이트                                  | 36 테라바이트 (2025년 현재)        | 960만 대 1 |
| 물리적 부피      | 68 세제곱피트 (1.9 m3)                           | 2.1 세제곱인치 (34 cm3)            | 56,000대 1 |
| 무게             | 2,000 파운드 (910 kg)                            | 2.2 온스 (62 g)                    | 15,000대 1 |
| 평균 액세스 타임 | 약 600 밀리초                                    | 2.5 ms ~ 10 ms; RW RAM 종속        | 약 200대 1 |
| 가격             | 메가바이트당 US$9,200 (1961년; 2022년 US$97,500) | 2022년 말까지 테라바이트당 US$14.4 | 68억 대 1  |
| 데이터 밀도      | 제곱인치당 2,000 비트                            | 2023년 제곱인치당 1.4 테라비트     | 7억 대 1   |
| 평균 수명        | 약 2000 시간 MTBF                                | 약 2,500,000 시간 (~285 년) MTBF   | 1250대 1   |

### 1950년대–1960년대
최초의 생산 IBM 350 디스크 스토리지 하드 디스크 드라이브는 1957년에 IBM 305 RAMAC 시스템의 구성 요소로 출하되었다. 이것은 대략 두 대의 대형 냉장고 크기였고 52개의 디스크 스택 (사용된 표면 100개)에 500만 6비트 문자 (3.75 메가바이트)를 저장했다. 350에는 두 개의 읽기/쓰기 헤드가 있는 단일 암이 있었는데, 하나는 위를 향하고 다른 하나는 아래를 향하며, 인접한 플래터 쌍 사이에서 수평으로 이동하고 한 플래터 쌍에서 두 번째 세트로 수직으로 이동했다. IBM 350의 변형에는 IBM 355, IBM 7300 및 IBM 1405가 있었다.
1961년에 IBM은 IBM 1301 디스크 스토리지 장치를 발표하고 1962년에 출하했으며, 이는 IBM 350 및 유사 드라이브를 대체했다. 1301은 1개 (모델 1의 경우) 또는 2개 (모델 2의 경우)의 모듈로 구성되었으며, 각 모듈에는 25개의 플래터가 포함되었고, 각 플래터는 약 1⁄8-인치 (3.2 mm) 두께에 직경 24 인치 (610 mm)였다. 이전 IBM 디스크 드라이브가 암당 두 개의 읽기/쓰기 헤드만 사용한 반면, 1301은 48개의 헤드 (콤) 배열을 사용했으며, 각 배열은 단일 단위로 수평으로 이동하며 사용된 표면당 하나의 헤드를 사용했다. 실린더 모드 읽기/쓰기 작업이 지원되었으며, 헤드는 플래터 표면 위 약 250 마이크로인치 (약 6 μm)에서 부상했다. 헤드 배열의 움직임은 반복 가능한 위치 지정을 보장하는 유압 액추에이터의 이진 가산기 시스템에 의존했다. 1301 캐비닛은 나란히 놓인 세 대의 대형 냉장고 크기였으며, 모듈당 약 2,100만 8비트 바이트에 해당하는 데이터를 저장했다. 액세스 시간은 약 0.25초였다.
또한 1962년에 IBM은 세탁기 크기였으며, 디스크 팩에 200만 문자를 저장하는 모델 1311 디스크 드라이브를 도입했다. 사용자는 추가 팩을 구입하고 자기 테이프 릴처럼 필요에 따라 교체할 수 있었다. IBM 및 기타 제조업체의 이후 이동식 팩 드라이브 모델은 대부분의 컴퓨터 설치에서 표준이 되었으며 1980년대 초까지 300메가바이트의 용량에 도달했다. 이동 불가능한 HDD는 "고정 디스크" 드라이브라고 불렸다.
1963년에 IBM은 1302를 출시했는데, 이는 1301보다 두 배의 트랙 용량과 실린더당 두 배의 트랙을 가졌다. 1302는 1개 (모델 1의 경우) 또는 2개 (모델 2의 경우)의 모듈을 가졌으며, 각 모듈에는 처음 250개 트랙과 마지막 250개 트랙에 대한 별도의 콤이 포함되었다.
일부 고성능 HDD는 트랙당 하나의 헤드를 사용하여 제조되었다 (예: 1964년 버로스 B-475, 1970년 IBM 2305). 따라서 헤드를 트랙으로 물리적으로 이동하는 데 시간이 소요되지 않았으며 유일한 레이턴시는 원하는 데이터 블록이 헤드 아래 위치로 회전하는 시간이었다. 고정 헤드 또는 헤드당 트랙 디스크 드라이브로 알려진 이들은 매우 비쌌으며 더 이상 생산되지 않는다.

### 1970년대
1973년에 IBM은 "윈체스터"라는 코드명으로 새로운 유형의 HDD를 도입했다. 그 주요 특징은 드라이브 전원이 꺼질 때 디스크 헤드가 디스크 플래터 스택에서 완전히 철회되지 않는다는 것이었다. 대신, 스핀다운 시 헤드가 디스크 표면의 특정 영역에 "착륙"하도록 허용되었고, 디스크 전원이 다시 켜질 때 다시 "이륙"했다. 이는 헤드 액추에이터 메커니즘의 비용을 크게 줄였지만, 당시 디스크 팩처럼 드라이브에서 디스크만 제거하는 것을 불가능하게 했다. 대신, "윈체스터 기술" 드라이브의 첫 번째 모델은 디스크 팩과 헤드 어셈블리를 모두 포함하는 이동식 디스크 모듈을 특징으로 하여 제거 시 액추에이터 모터를 드라이브에 남겨두었다. 이후 "윈체스터" 드라이브는 이동식 미디어 개념을 포기하고 비이동식 플래터로 돌아섰다.
1974년에 IBM은 윈체스터 기록 헤드가 기록된 트랙에 기울어졌을 때 잘 작동한다는 사실 덕분에 스윙 암 액추에이터를 도입했다. IBM 영국 허슬리 연구소에서 개발된 IBM GV (굴리버) 드라이브의 간단한 설계는 IBM의 역사상 가장 많이 라이선스된 전기 기계 발명품이 되었다. 액추에이터와 여과 시스템은 1980년대에 결국 모든 HDD에 채택되었으며, 거의 40년과 100억 개의 암이 지난 후에도 여전히 보편적으로 사용되고 있다.
첫 번째 이동식 팩 드라이브와 마찬가지로, 첫 번째 "윈체스터" 드라이브는 직경 14 인치 (360 mm) 플래터를 사용했다. 1978년에 IBM은 8인치 플래터를 가진 스윙 암 드라이브인 IBM 0680 (피콜로)을 도입하여 더 작은 플래터가 이점을 제공할 가능성을 탐색했다. 다른 8인치 드라이브가 뒤따랐고, 그 다음으로 당시 초기 플로피 디스크 드라이브를 대체하기 위해 크기가 조정된 5 1⁄4 in (130 mm) 드라이브가 나왔다. 후자는 주로 당시 태동하던 개인용 컴퓨터 (PC) 시장을 겨냥한 것이었다.

### 1980년대–1990년대
시간이 지남에 따라 기록 밀도가 크게 증가하면서 디스크 직경을 3.5인치와 2.5인치로 더 줄이는 것이 최적이라는 사실이 밝혀졌다. 이 시기에 강력한 희토류 자석 재료가 저렴해졌고, 스윙 암 액추에이터 설계와 보완되어 현대 HDD의 컴팩트한 폼 팩터를 가능하게 했다.
1980년대 초에는 HDD가 PC에서 드물고 매우 비싼 추가 기능이었지만, 1980년대 후반에는 그 비용이 가장 저렴한 컴퓨터를 제외한 모든 컴퓨터에서 표준이 될 정도로 줄어들었다.
1980년대 초 대부분의 HDD는 외부 추가 서브시스템으로 PC 최종 사용자에게 판매되었다. 서브시스템은 드라이브 제조업체의 이름이 아닌 코르부스 시스템 및 Tallgrass Technologies와 같은 서브시스템 제조업체의 이름으로, 또는 애플 프로파일과 같은 PC 시스템 제조업체의 이름으로 판매되었다. 1983년에 IBM PC/XT는 내부 10MB HDD를 포함했으며, 그 직후 개인용 컴퓨터에 내부 HDD가 확산되었다.
외부 HDD는 애플 매킨토시에서 훨씬 더 오랫동안 인기를 유지했다. 1986년에서 1998년 사이에 만들어진 많은 매킨토시 컴퓨터는 후면에 SCSI 포트를 가지고 있어 외부 확장을 간단하게 만들었다. 구형 컴팩트 매킨토시 컴퓨터는 사용자 접근 가능한 하드 드라이브 베이를 가지고 있지 않았으므로 (실제로 매킨토시 128K, 매킨토시 512K 및 매킨토시 플러스는 하드 드라이브 베이가 전혀 없었다), 이 모델에서는 외부 SCSI 디스크가 내부 스토리지를 확장하기 위한 유일한 합리적인 옵션이었다.

### 21세기
HDD 개선은 위의 표에 나열된 면적 밀도 증가에 의해 주도되었다. 응용 분야는 2000년대 내내 1950년대 후반의 메인프레임에서 컴퓨터 및 엔터테인먼트 콘텐츠 저장과 같은 소비자 응용 프로그램을 포함한 대부분의 대용량 스토리지 응용 분야로 확장되었다.
2000년대와 2010년대에 NAND는 휴대성 또는 고성능이 필요한 응용 분야에서 HDD를 대체하기 시작했다. NAND 성능은 HDD보다 빠르게 향상되고 있으며, HDD의 응용 분야는 침식되고 있다. 2018년에 가장 큰 하드 드라이브는 15TB 용량을 가졌고, 가장 큰 용량의 SSD는 100TB 용량을 가졌다. 2018년에 HDD는 2025년경에 100TB 용량에 도달할 것으로 예측되었지만 (그러나 2025년 현재 현실은 훨씬 뒤떨어져 있다), 2019년 현재 개선 속도는 2026년까지 50TB로 줄어들었다. 1.8인치 이하의 소형 폼 팩터는 2010년경에 단종되었다. 무어의 법칙으로 대표되는 솔리드 스테이트 스토리지 (NAND)의 비용은 HDD보다 빠르게 개선되고 있다. NAND는 HDD보다 높은 수요의 가격 탄력성을 가지고 있으며, 이는 시장 성장을 주도한다. 2000년대 후반부터 2010년대에 걸쳐 HDD의 제품 수명 주기는 성숙기에 접어들었으며, 판매 부진은 하락 단계의 시작을 나타낼 수 있다.
2011년 태국 홍수는 제조 공장에 피해를 입혔고 2011년에서 2013년 사이에 하드 디스크 드라이브 비용에 부정적인 영향을 미쳤다.
2019년 웨스턴 디지털은 수요 감소로 인해 마지막 말레이시아 HDD 공장을 폐쇄하고 SSD 생산에 집중했다. 2014년 이후 세 남아있는 HDD 제조업체 모두 HDD에 대한 수요가 감소하고 있다.

## 기술

자기 단면 및 주파수 변조 인코딩된 이진 데이터

### 자기 기록
최신 HDD는 디스크 양면에 있는 얇은 강자성체 박막을 자화하여 데이터를 기록한다. 자화 방향의 순차적 변화는 이진 비트를 나타낸다. 데이터는 자화의 변화를 감지하여 디스크에서 읽힌다. 사용자 데이터는 런 랭스 제한 인코딩과 같은 인코딩 체계를 사용하여 인코딩된다. 이는 자기 변화에 의해 데이터가 어떻게 표현되는지를 결정한다.
일반적인 HDD 설계는 기록된 데이터를 담는 평평한 원형 디스크인 플래터를 고정하는 spindle로 구성된다. 플래터는 비자성 재료, 일반적으로 알루미늄 합금, 유리 또는 세라믹으로 만들어진다. 플래터는 일반적으로 깊이 10~20 nm의 얕은 자성 재료 층으로 코팅되어 있으며, 보호를 위해 탄소 외부 층이 있다. 참고로 표준 복사 용지 한 장의 두께는 0.07–0.18 mm (70,000–180,000 nm)이다.

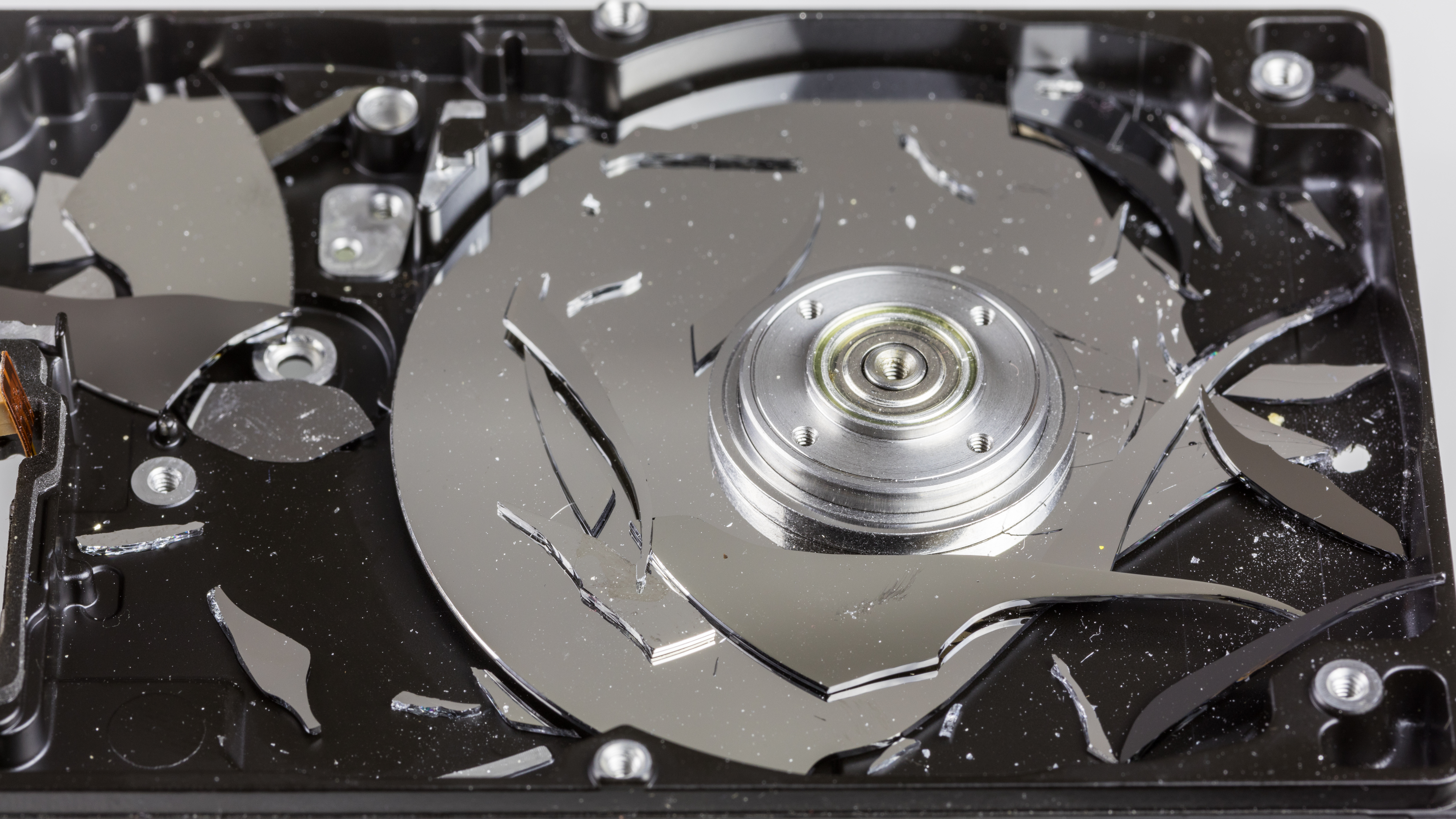
파손된 하드 디스크, 유리 플래터가 보인다.

컴퓨터 HDD의 주요 구성 요소를 나타내는 다이어그램

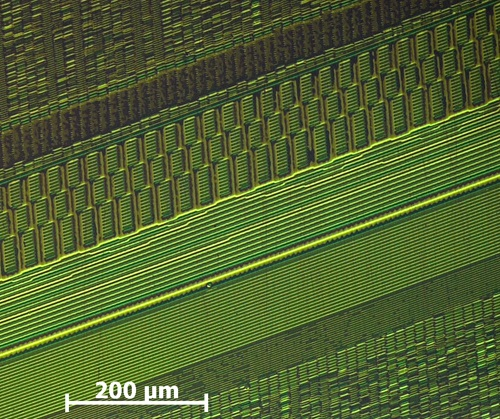
200MB HDD 플래터에 기록된 단일 자화 비트 (CMOS-MagView를 사용하여 기록을 볼 수 있음)

종단 기록 (표준) 및 수직 기록 방식 다이어그램

현대 HDD의 플래터는 에너지 효율적인 휴대용 장치의 4200 rpm에서 고성능 서버의 15,000 rpm까지 다양한 속도로 회전한다. 초기 HDD는 1,200 rpm으로 회전했으며, 오랫동안 3,600 rpm이 표준이었다. 2019년 11월 현재 대부분의 소비자용 HDD의 플래터는 5,400 또는 7,200 rpm으로 회전한다.
정보는 디스크 표면에 매우 가깝게 작동하도록 배치된 읽기-쓰기 헤드라고 불리는 장치를 통과하여 플래터가 회전하면서 쓰이고 읽힌다. 읽기-쓰기 헤드는 바로 아래를 지나가는 재료의 자화를 감지하고 수정하는 데 사용된다.
최신 드라이브에서는 스핀들의 각 자기 플래터 표면에 하나의 헤드가 있으며, 공통 암에 장착된다. 액추에이터 암 (또는 액세스 암)은 회전하는 플래터 위를 호 모양으로 (대략 방사형으로) 헤드를 이동시켜 각 헤드가 회전하는 플래터의 거의 전체 표면에 액세스할 수 있도록 한다. 암은 보이스 코일 액추에이터 또는 일부 구형 설계에서는 스테퍼모터를 사용하여 움직인다. 초기 하드 디스크 드라이브는 일정한 비트/초로 데이터를 기록하여 모든 트랙에 동일한 양의 데이터가 포함되도록 했지만, 최신 드라이브 (1990년대 이후)는 존 비트 레코딩을 사용하여 내부에서 외부 존으로 쓰기 속도를 증가시켜 외부 존에 트랙당 더 많은 데이터를 저장한다.
최신 드라이브에서는 자기 영역의 작은 크기로 인해 열 효과로 인해 자기 상태가 손실될 위험이 있다. 이는 일반적으로 "초상자성 한계"로 알려진 열 유도 자기 불안정성이다. 이를 방지하기 위해 플래터는 비자성 원소인 루테늄의 3원자층으로 분리된 두 개의 평행한 자기층으로 코팅되며, 두 층은 반대 방향으로 자화되어 서로를 강화한다. 더 높은 기록 밀도를 허용하기 위해 열 효과를 극복하는 데 사용되는 또 다른 기술은 2005년에 처음 출시된 수직 기록 방식 (PMR)이며, 2007년 현재 특정 HDD에서 사용된다. 수직 기록 방식은 헤드에 의해 생성되는 자기장의 강도를 높이기 위해 읽기/쓰기 헤드 제조의 변경과 함께 사용될 수 있다.
2004년에는 연성 자성층과 경성 자성층이 결합된 고밀도 기록 매체가 도입되었다. 이른바 교환 스프링 미디어 자기 저장 기술은 교환 결합 복합 매체로도 알려져 있으며, 연성층의 쓰기 보조 특성으로 인해 우수한 쓰기 능력을 허용한다. 그러나 열 안정성은 가장 단단한 층에 의해서만 결정되며 연성층의 영향을 받지 않는다.
플럭스 제어 MAMR (FC-MAMR)은 새로운 하드 디스크 플래터 재료 없이도 하드 드라이브의 기록 용량을 늘릴 수 있다. MAMR 하드 드라이브는 읽기/쓰기 헤드에 마이크로파 생성 스핀 토크 생성기(STO)를 가지고 있어 물리적으로 더 작은 비트를 플래터에 기록할 수 있어 면적 밀도를 높인다. 일반적으로 하드 드라이브 기록 헤드는 플래터에 쓰기 위한 주극(main pole)이라는 극을 가지고 있으며, 이 극 옆에는 에어 갭과 차폐체가 있다. 헤드의 쓰기 코일은 극을 둘러싸고 있다. STO 장치는 극과 차폐체 사이의 에어 갭에 배치되어 극에 의해 생성되는 자기장의 강도를 증가시키며, FC-MAMR은 기술적으로 마이크로파를 사용하지 않지만 MAMR에 사용된 기술을 사용한다. STO는 필드 생성층(FGL)과 스핀 주입층(SIL)을 가지고 있으며, FGL은 SIL에서 발생하는 스핀 편극 전자를 사용하여 자기장을 생성하며, 이는 스핀 토크 에너지의 한 형태이다.

### 구성 요소

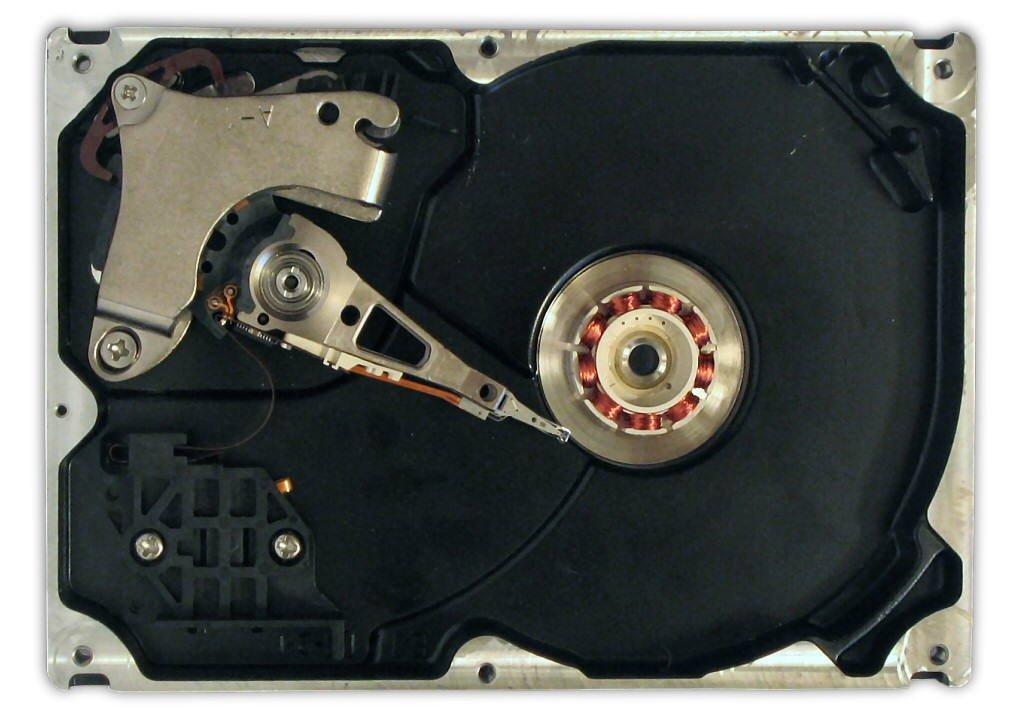
디스크와 모터 허브가 제거된 HDD로, 스핀들 모터 중앙의 베어링을 둘러싸는 구리색 스테이터 코일이 노출되어 있다. 암 측면을 따라 있는 주황색 줄무늬는 얇은 인쇄 회로 케이블이며, 스핀들 베어링은 중앙에 있고 액추에이터는 왼쪽 상단에 있다.

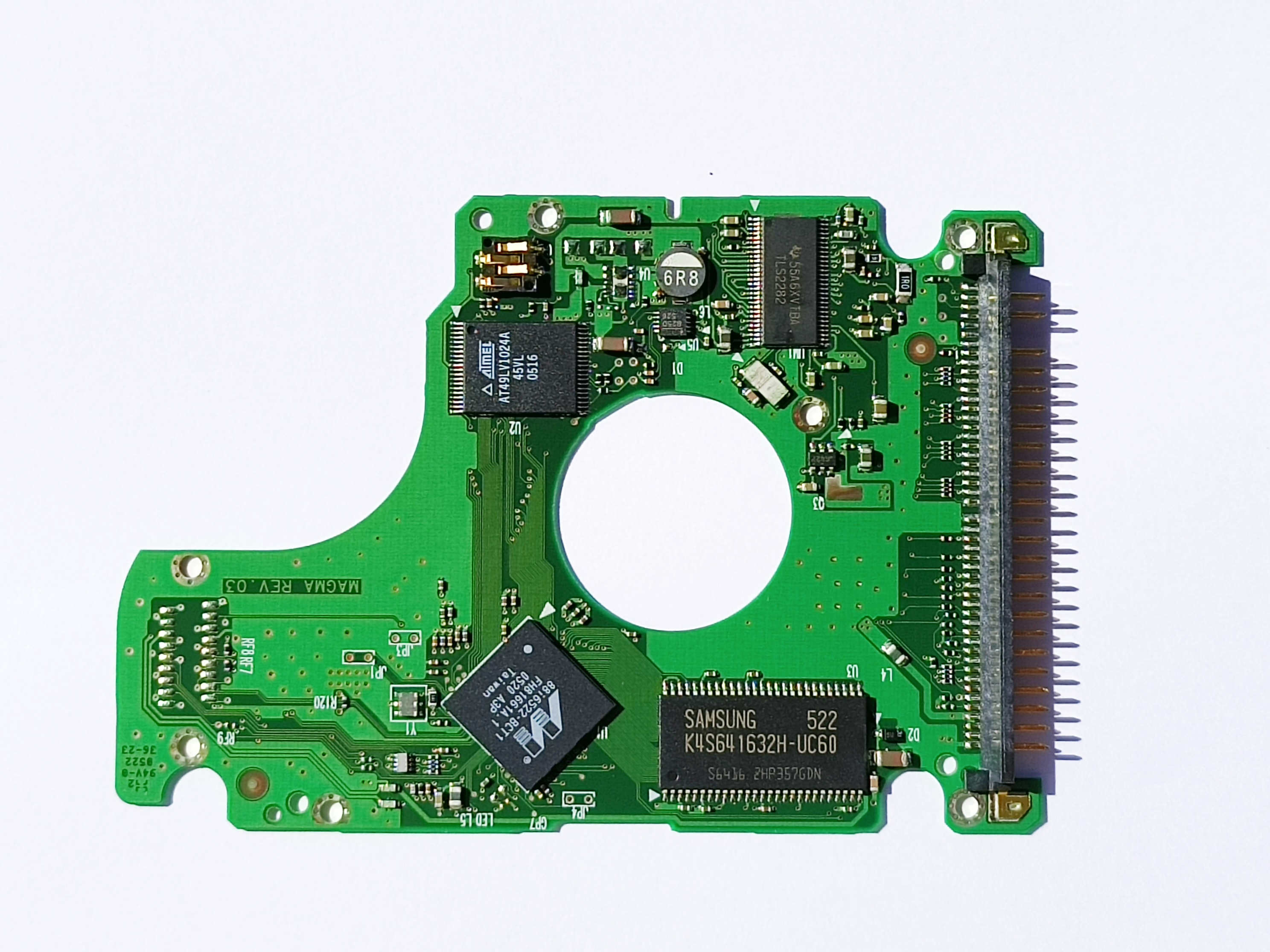
2.5인치 삼성 하드 디스크 MP0402H의 회로 기판

일반적인 HDD에는 두 개의 전기 모터가 있다. 디스크를 회전시키는 스핀들 모터와 회전하는 디스크 위로 읽기/쓰기 헤드 어셈블리를 배치하는 액추에이터 (모터)이다. 디스크 모터는 디스크에 부착된 외부 로터를 가지고 있다. 스테이터 권선은 제자리에 고정되어 있다. 헤드 지지 암의 끝에 있는 액추에이터 반대편에는 읽기-쓰기 헤드가 있다. 얇은 인쇄 회로 케이블은 읽기-쓰기 헤드를 액추에이터의 피벗에 장착된 앰프 전자 장치에 연결한다. 헤드 지지 암은 매우 가볍지만 뻣뻣하다. 최신 드라이브에서는 헤드에서의 가속도가 550 g에 도달한다.

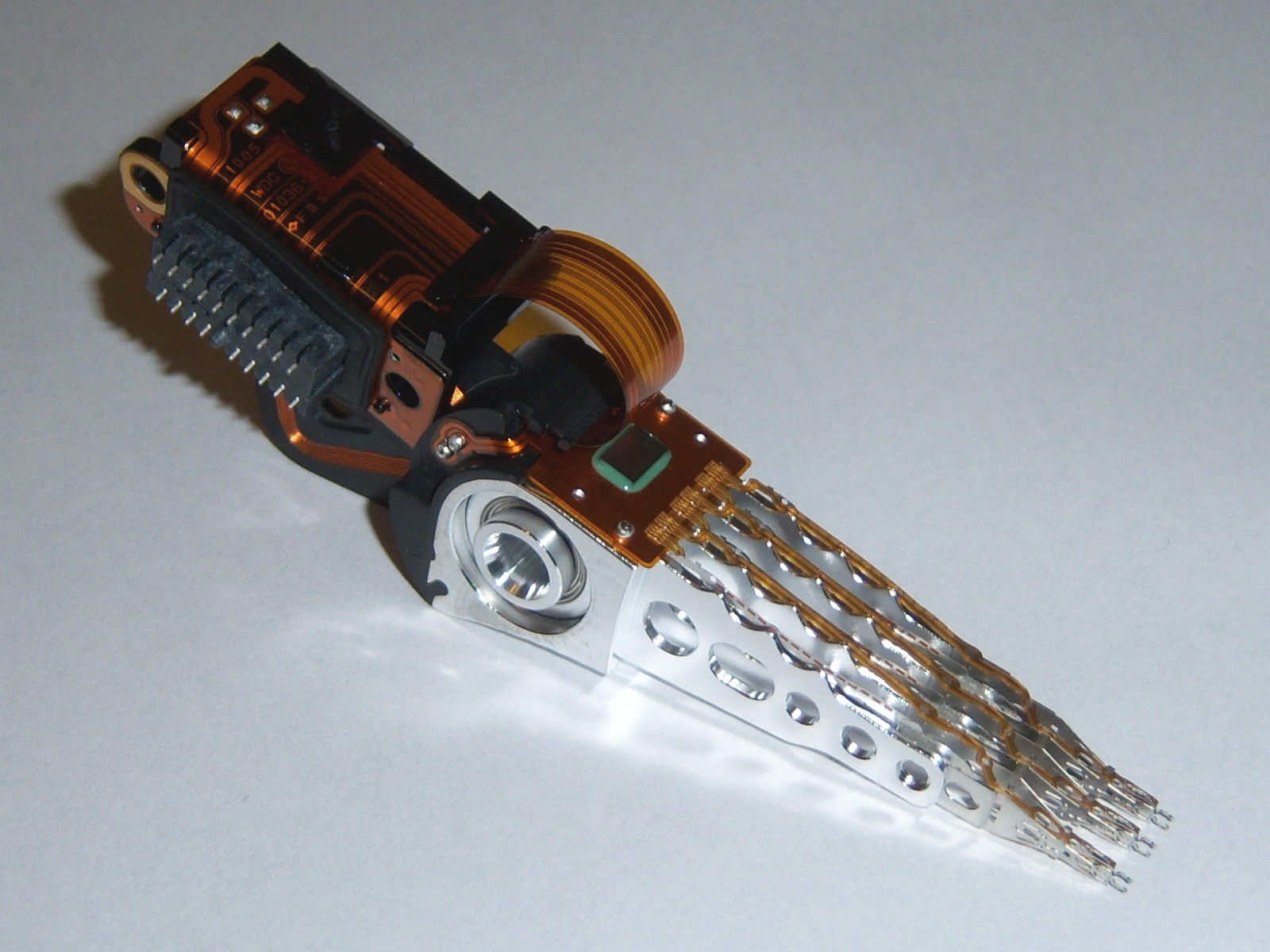
왼쪽에 액추에이터 코일과 오른쪽에 읽기/쓰기 헤드가 있는 헤드 스택

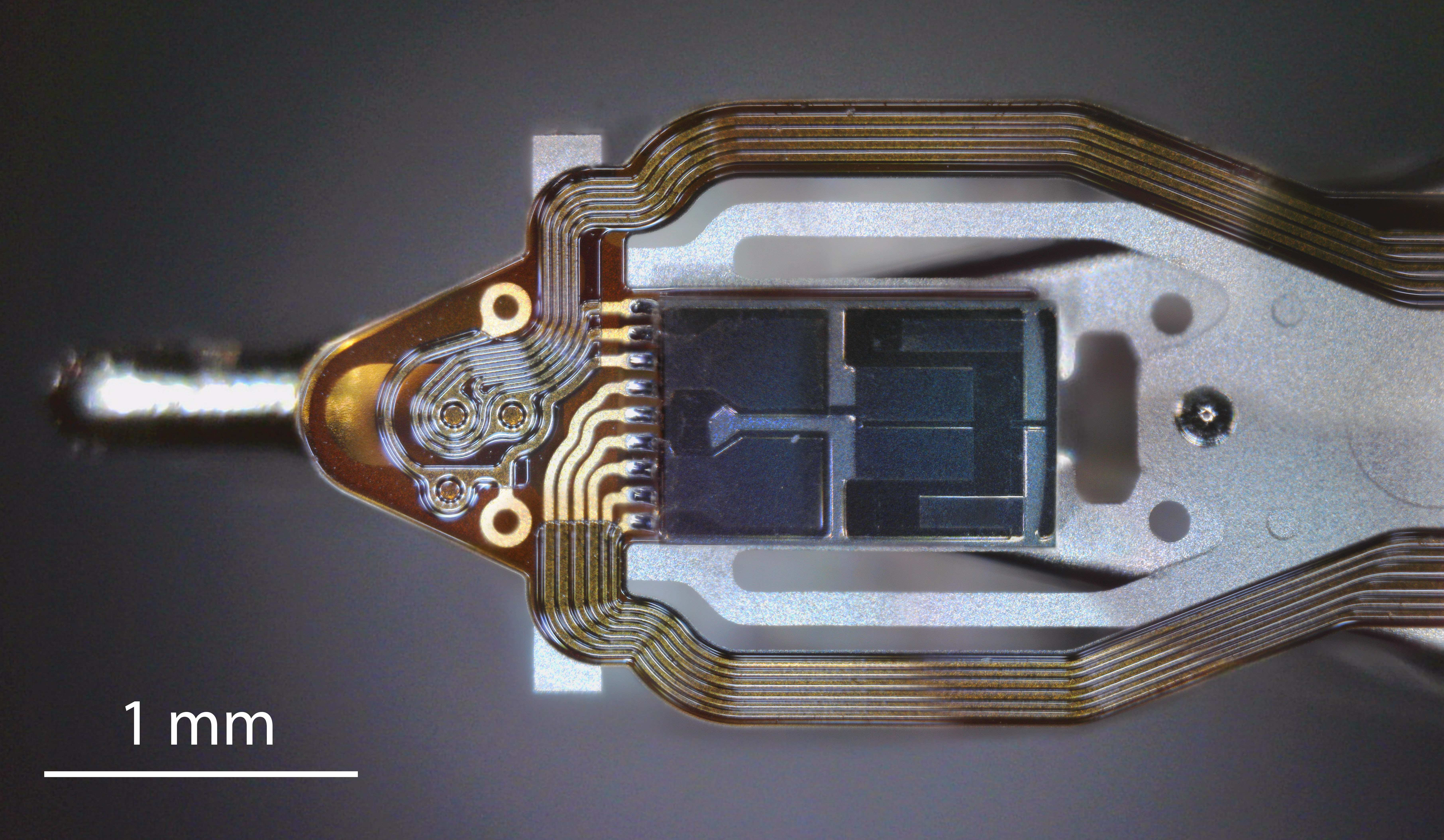
플래터를 향한 면을 보여주는 단일 읽기-쓰기 헤드의 근접 촬영

액추에이터(actuator)는 헤드를 원하는 위치로 흔드는 영구 자석 및 무빙 코일(moving coil) 모터이다. 금속판은 짧은 네오디뮴-철-붕소 (NIB) 고자속 자석을 지지한다. 이 판 아래에는 스피커의 코일에 비유하여 보이스 코일이라고도 불리는 움직이는 코일이 액추에이터 허브에 부착되어 있으며, 그 아래에는 두 번째 NIB 자석이 모터의 하단 판에 장착되어 있다 (일부 드라이브는 하나의 자석만 있음).
보이스 코일 자체는 화살촉 모양으로 되어 있으며, 이중 코팅된 구리 자석 와이어로 만들어진다. 내부 층은 절연체이고, 외부 층은 열가소성 수지로, 코일이 형태에 감긴 후 서로 결합하여 자립하도록 한다. 화살촉의 양쪽 측면 (액추에이터 베어링 중앙을 가리키는 부분)을 따라 있는 코일 부분은 고정된 자석의 자기장과 상호 작용한다. 화살촉의 한쪽 측면을 따라 방사형으로 바깥쪽으로 흐르고 다른 쪽 측면을 따라 방사형으로 안쪽으로 흐르는 전류는 접선 방향 힘을 생성한다. 자기장이 균일하면 각 측면은 서로 상쇄되는 반대 힘을 생성한다. 따라서 자석의 표면은 절반이 N극이고 절반이 S극이며, 중간에 방사형 분할선이 있어 코일의 양쪽 측면이 반대되는 자기장을 보고 상쇄되지 않고 합해지는 힘을 생성한다. 코일의 상단과 하단을 따라 흐르는 전류는 헤드를 회전시키지 않는 방사형 힘을 생성한다.
HDD의 전자 장치는 액추에이터의 움직임과 디스크의 회전을 제어하고 디스크 컨트롤러로 또는 디스크 컨트롤러에서 데이터를 전송한다. 드라이브 전자 장치의 피드백은 서보 피드백 전용 디스크의 특수 세그먼트를 통해 이루어진다. 이들은 완전한 동심원 (전용 서보 기술의 경우)이거나 실제 데이터와 섞여 있는 세그먼트 (내장 서보 또는 섹터 서보 기술의 경우)이다. 서보 피드백은 보이스 코일 모터를 조정하여 암을 회전시킴으로써 GMR 센서의 신호 대 잡음비를 최적화한다. 더 현대적인 서보 시스템은 읽기/쓰기 헤드를 더 정확하게 위치시키기 위해 밀리 또는 마이크로 액추에이터도 사용한다. 디스크의 회전에는 유체 베어링 스핀들 모터가 사용된다. 최신 디스크 펌웨어는 플래터 표면에 읽기 및 쓰기를 효율적으로 스케줄링하고 실패한 미디어 섹터를 재매핑할 수 있다.

### 오류율 및 처리
최신 드라이브는 오류 정정 코드 (ECC), 특히 리드 솔로몬 부호를 광범위하게 사용한다. 이러한 기술은 각 데이터 블록에 대해 수학적 공식으로 결정된 추가 비트를 저장한다. 이 추가 비트는 많은 오류를 보이지 않게 수정할 수 있도록 한다. 추가 비트 자체는 HDD 공간을 차지하지만, 수정 불가능한 오류를 유발하지 않고 더 높은 기록 밀도를 사용할 수 있도록 하여 훨씬 더 큰 저장 용량을 제공한다. 예를 들어, 512바이트 섹터를 가진 일반적인 1TB 하드 디스크는 ECC 데이터에 대해 약 93GB의 추가 용량을 제공한다.
2009년 현재 최신 드라이브에서는 저밀도 패리티 검사 코드 (LDPC)가 리드-솔로몬을 대체하고 있다. LDPC 코드는 섀넌 한계에 가까운 성능을 가능하게 하여 사용 가능한 최고 저장 밀도를 제공한다.
일반적인 하드 디스크 드라이브는 오류가 발생하는 물리적 섹터의 데이터를 드라이브의 "여유 섹터 풀" (또는 "예비 풀")이 제공하는 예비 물리적 섹터로 "재매핑"하려고 시도하며, 불량 섹터의 오류 수가 여전히 충분히 낮을 때 ECC에 의존하여 저장된 데이터를 복구한다. S.M.A.R.T (S.M.A.R.T.) 기능은 ECC로 수정된 전체 HDD의 총 오류 수를 세고 (관련 S.M.A.R.T 속성인 "Hardware ECC Recovered" 및 "Soft ECC Correction"이 일관되게 지원되지 않는 모든 하드 드라이브는 아님), 수행된 섹터 재매핑의 총 수를 센다. 이러한 오류가 많이 발생하면 HDD 오류를 예측할 수 있기 때문이다.
1990년대 중반 IBM이 개발한 "No-ID Format"에는 어떤 섹터가 불량이고 재매핑된 섹터가 어디에 있는지에 대한 정보가 포함되어 있다.
감지된 오류 중 수정 불가능한 오류는 극히 일부에 불과하다. 지정된 수정 불가능한 비트 읽기 오류율의 예는 다음과 같다.
- 2013년 엔터프라이즈 SAS 디스크 드라이브 사양은 1016비트 읽기당 1개의 수정 불가능한 비트 읽기 오류를 명시한다.[72][73]
- 2018년 소비자 SATA 하드 드라이브 사양은 1014비트 읽기당 1개의 수정 불가능한 비트 읽기 오류를 명시한다.[74][75]

주어진 제조업체 모델 내에서 수정 불가능한 비트 오류율은 드라이브 용량에 관계없이 일반적으로 동일하다.
가장 심각한 오류는 디스크 펌웨어 또는 호스트 운영체제에 의해 감지되지 않는 무음 데이터 손상이다. 이러한 오류 중 일부는 하드 디스크 드라이브 오작동으로 인해 발생할 수 있으며, 다른 일부는 드라이브와 호스트 간의 연결에서 발생할 수 있다.

### 개발

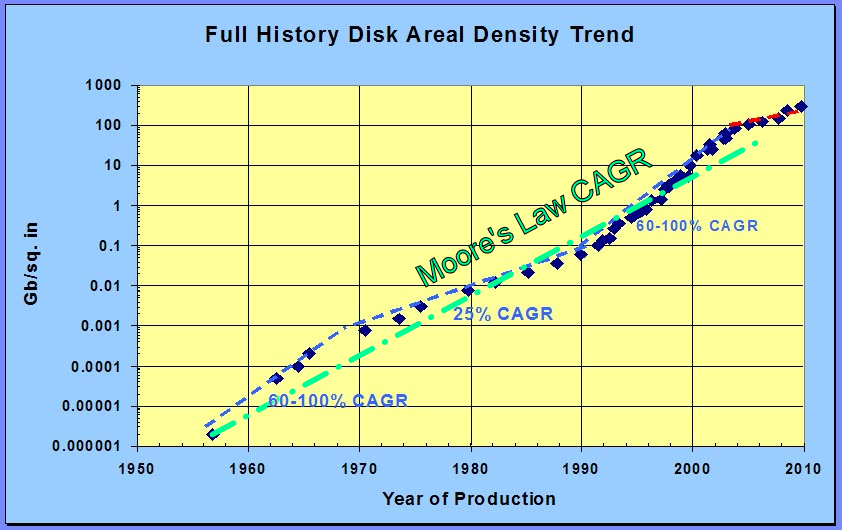
1956년부터 2009년까지의 최첨단 하드 디스크 드라이브 면적 밀도 추세와 무어의 법칙 비교. 2016년에는 진행 속도가 외삽된 밀도 추세보다 훨씬 느려졌다.

면적 밀도 발전 속도는 2010년까지 무어의 법칙 (2년마다 두 배)과 유사했다. 1988~1996년에는 연간 60%, 1996~2003년에는 100%, 2003~2010년에는 30%였다. 1997년 고든 무어는 이러한 증가를 "경악스럽다"고 표현하면서도 나중에는 성장이 영원히 지속될 수 없다고 언급했다. 가격 개선은 2010~2017년 동안 연간 -12%로 둔화되었는데, 이는 면적 밀도 증가가 둔화되고 2011년 태국 홍수가 제조 시설에 피해를 입혔기 때문이며 2010~2017년 동안 연간 11%를 유지했다. 면적 밀도 발전 속도는 2010~2016년 동안 연간 10%로 둔화되었으며, 수직 기록 방식에서 새로운 기술로 전환하는 데 어려움이 있었다.
비트 셀 크기가 줄어들면서 단일 드라이브 플래터에 더 많은 데이터를 저장할 수 있게 되었다. 2013년에 생산된 데스크톱 3TB HDD (4개의 플래터 포함)는 약 500 Gbit/in2의 면적 밀도를 가졌을 것이며, 이는 약 18개의 자기 입자 (11x1.6 입자)로 구성된 비트 셀에 해당했을 것이다. 2000년대 중반 이후로 면적 밀도 발전은 입자 크기, 입자 자기 강도, 헤드의 쓰기 능력과 관련된 초상자성 트릴레마에 의해 도전을 받았다. 허용 가능한 신호 대 잡음비를 유지하려면 더 작은 입자가 필요하다. 더 작은 입자는 자기 강도를 높이지 않으면 자체 역전 (전기열 불안정성)될 수 있지만, 알려진 쓰기 헤드 재료는 입자가 차지하는 점점 더 작은 공간에 매체를 쓰기에 충분히 강력한 자기장을 생성할 수 없다.
이러한 삼중 문제를 해결하고 플래시 메모리 기반 솔리드 스테이트 드라이브 (SSD)와 경쟁하기 위해 자기 저장 기술이 개발되고 있다. 2013년 씨게이트는 기와식 자기 기록 (SMR)을 도입했는데, 이는 PMR과 씨게이트의 의도된 후속 기술인 가열 자기 기록 (HAMR) 사이의 "임시 방편" 기술로 의도되었다. SMR은 데이터 밀도 증가를 위해 트랙을 겹쳐 사용하며, 이는 설계 복잡성과 낮은 데이터 액세스 속도 (특히 쓰기 속도 및 임의 접근 4k 속도)를 대가로 한다.
대조적으로, HGST (현재 웨스턴 디지털의 일부)는 일반적인 필터링된 공기 대신 헬륨 충전 드라이브를 밀봉하는 방법을 개발하는 데 중점을 두었다. 난류와 마찰력이 감소하므로 더 작은 트랙 폭을 사용하여 더 높은 면적 밀도를 달성할 수 있으며, 마찰로 인해 소산되는 에너지도 더 낮아 전력 소모가 줄어든다. 또한, 헬륨 가스가 빠져나가는 것을 방지하기가 매우 어렵지만, 동일한 인클로저 공간에 더 많은 플래터를 넣을 수 있다. 따라서 헬륨 드라이브는 완전히 밀봉되어 있으며, 외부 공기에 노출되면 오류가 발생할 수 있는 공기 충전 드라이브와 달리 숨구멍이 없다. 이러한 HDD는 HGST가 2013년에 첫 성공적인 대량 구현에서 도입했다.
다른 기록 기술은 면적 밀도를 높이기 위해 연구 중이거나 상업적으로 구현되었다. 여기에는 씨게이트의 가열 자기 기록 (HAMR)이 포함된다. HAMR은 재설계된 미디어 및 읽기/쓰기 헤드, 새로운 레이저 및 새로운 근접장 광 변환기를 갖춘 다른 아키텍처가 필요하다. HAMR은 2024년 후반에 상업적으로 출시될 것으로 예상된다. 이전에 2009년까지 예상했던 것보다 10년 이상 도입이 지연되었다. HAMR의 다음 기술인 비트 패턴 레코딩 (BPR)은 웨스턴 디지털과 씨게이트의 로드맵에서 제거되었다. 웨스턴 디지털의 마이크로파 보조 자기 기록 (MAMR), 에너지 보조 자기 기록 (EAMR)으로도 불리는 기술은 2020년에 샘플링되었으며, 첫 번째 EAMR 드라이브인 Ultrastar HC550은 2020년 후반에 출하되었다. 이차원 자기 기록 (TDMR) 및 "평면에 수직인 전류" 거대자기저항 (CPP/GMR) 헤드는 연구 논문에 등장했다.
일부 드라이브는 읽기/쓰기 속도를 높이고 SSD와 경쟁하기 위해 듀얼 독립 액추에이터 암을 채택했다.
3D 액추에이터 진공 드라이브 (3DHD) 개념과 3D 자기 기록이 제안되었다.
이러한 기술의 타당성과 시기에 대한 가정에 따라, 씨게이트는 2020년부터 2034년까지 면적 밀도가 연간 20% 증가할 것으로 예측한다.

## 용량

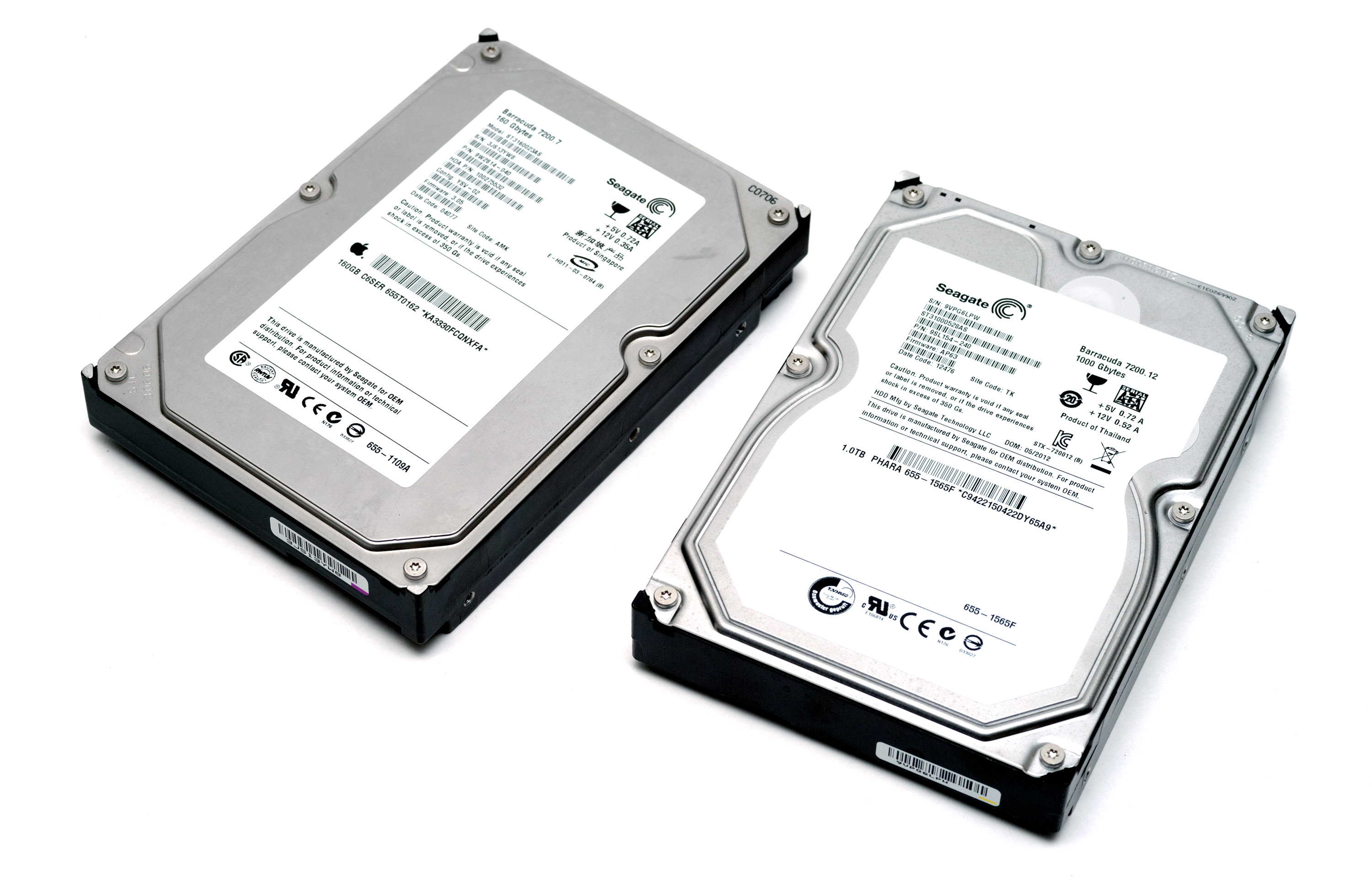
2003년과 2009년의 씨게이트 바라쿠다 드라이브로, 각각 160 GB와 1 TB이다. 2025년 현재 씨게이트는 최대 36 TB의 용량을 제공한다.

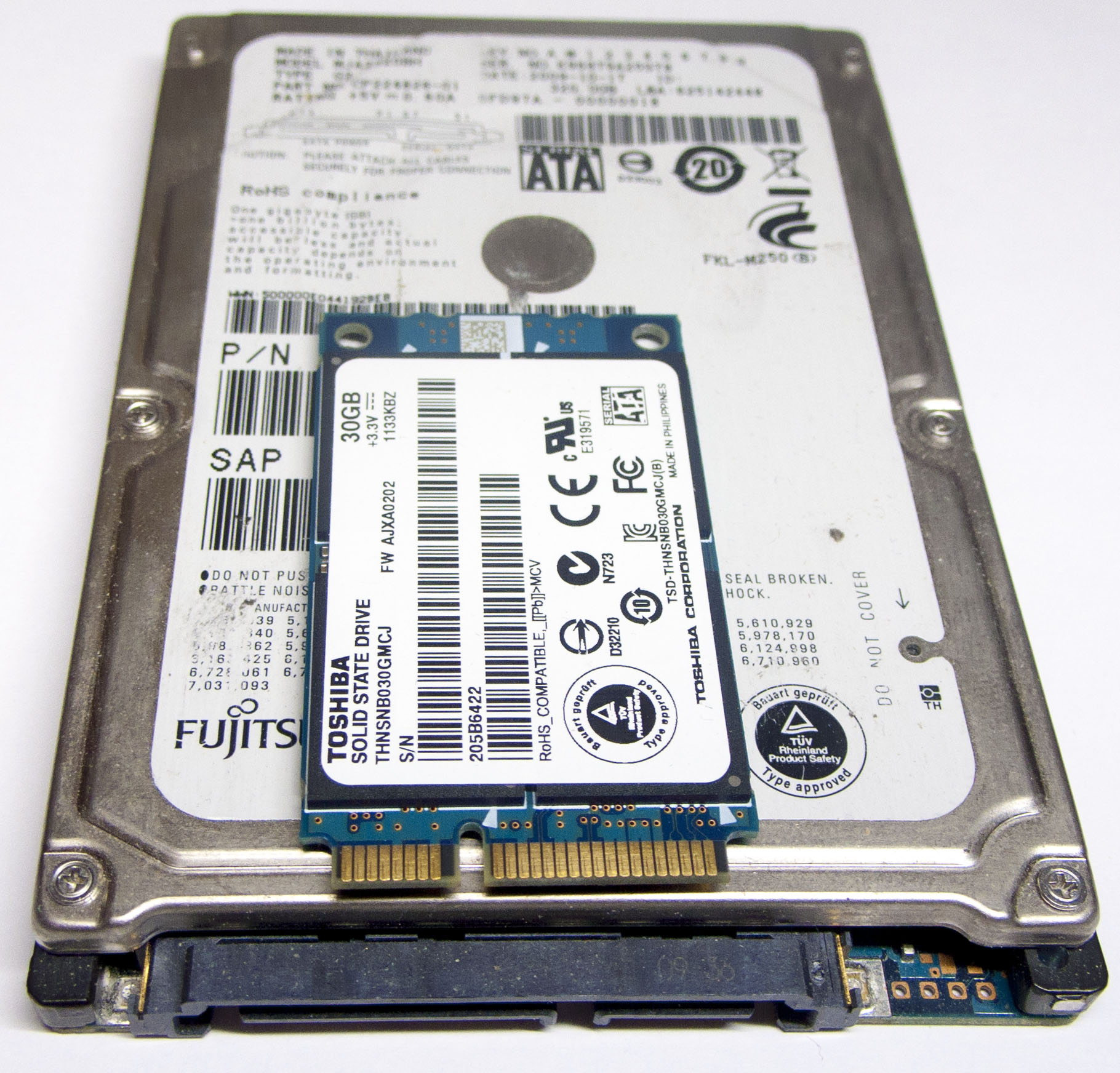
2.5인치 SATA 드라이브 위에 mSATA SSD

2025년 현재 상업적으로 출하되는 HDD 중 최대 용량은 36 TB이다.
운영체제가 최종 사용자에게 보고하는 하드 디스크 드라이브의 총 용량은 여러 가지 이유로 제조업체가 명시한 양보다 작다. 예를 들어 운영체제가 일부 공간을 사용하거나, 데이터 중복성을 위해 일부 공간을 사용하거나, 파일 시스템 구조를 위해 공간을 사용하기 때문이다. 십진 접두어와 이진 접두어의 혼동 또한 오류로 이어질 수 있다.

### 계산
최신 하드 디스크 드라이브는 호스트 컨트롤러에 연속적인 논리 블록 집합으로 나타나며, 총 드라이브 용량은 블록 수에 블록 크기를 곱하여 계산된다. 이 정보는 제조업체 제품 사양 및 저수준 드라이브 명령을 호출하는 운영체제 기능을 통해 드라이브 자체에서 사용할 수 있다. 구형 IBM 및 호환 드라이브(예: CKD 레코드 형식을 사용하는 IBM 3390)는 가변 길이 레코드를 가지고 있다. 이러한 드라이브 용량 계산은 레코드의 특성을 고려해야 한다. 일부 최신 DASD는 CKD를 시뮬레이션하며, 동일한 용량 공식이 적용된다.
구형 섹터 지향 HDD의 총 용량은 기록 영역당 실린더 수, 섹터당 바이트 수 (가장 일반적으로 512), 및 드라이브의 존 수의 곱으로 계산된다. 일부 최신 SATA 드라이브는 실린더-헤드-섹터 (CHS) 용량도 보고하지만, 보고된 값은 과거 운영체제 인터페이스에 의해 제약되므로 물리적 매개변수가 아니다. C/H/S 방식은 첫 번째 블록에 대해 LBA 0에서 시작하여 이후 증가하는 정수 인덱스로 블록을 찾는 간단한 선형 주소 지정 방식인 논리 블록 주소 지정 (LBA)으로 대체되었다. 최신 대용량 드라이브를 설명하는 데 C/H/S 방식을 사용할 때 헤드 수는 종종 64로 설정되지만, 일반적인 최신 하드 디스크 드라이브는 1개에서 4개의 플래터를 가지고 있다. 최신 HDD에서는 결함 관리를 위한 여유 용량이 공개된 용량에 포함되지 않는다. 그러나 많은 초기 HDD에서는 특정 수의 섹터가 예비로 예약되어 운영체제에 사용 가능한 용량을 줄였다. 또한, 많은 HDD는 펌웨어를 일반적으로 사용자가 액세스할 수 없는 예약 서비스 영역에 저장하며, 이는 용량 계산에 포함되지 않는다.
RAID 서브시스템의 경우, 데이터 무결성 및 내결함성 요구 사항도 실제 용량을 감소시킨다. 예를 들어, RAID 1 배열은 데이터 미러링으로 인해 총 용량의 절반 정도를 가지는 반면, RAID 5 배열은 n개의 드라이브를 사용할 경우 패리티 정보를 저장하기 위해 용량의 1/n (단일 드라이브 용량과 동일)을 손실한다. RAID 서브시스템은 사용자에게는 하나 이상의 드라이브로 보이지만, 내결함성을 제공하는 여러 드라이브이다. 대부분의 RAID 공급업체는 블록 수준에서 데이터 무결성을 향상시키기 위해 체크섬을 사용한다. 일부 공급업체는 512바이트의 사용자 데이터와 8바이트의 체크섬을 포함하기 위해 520바이트 섹터를 가진 HDD를 사용하거나, 체크섬 데이터에 별도의 512바이트 섹터를 사용한다.
일부 시스템은 시스템 복구를 위해 숨겨진 파티션을 사용할 수 있으며, 마이크로소프트 윈도우의 Diskpart와 같은 특수 디스크 파티셔닝 유틸리티에 대한 지식 없이 최종 사용자에게 사용 가능한 용량을 줄일 수 있다.

### 포맷
데이터는 하드 드라이브에 일련의 논리 블록으로 저장된다. 각 블록은 시작 및 끝을 식별하는 마커, 오류 감지 및 수정 정보, 그리고 약간의 타이밍 변화를 허용하는 블록 사이의 공간으로 구분된다. 이러한 블록은 종종 512바이트의 사용 가능한 데이터를 포함했지만, 다른 크기도 사용되었다. 드라이브 밀도가 증가함에 따라 어드밴스트 포맷으로 알려진 이니셔티브는 블록 크기를 4096바이트의 사용 가능한 데이터로 확장했으며, 그 결과 블록 헤더, 오류 검사 데이터 및 간격에 사용되는 디스크 공간이 크게 줄어들었다.
물리적 디스크 플래터에 이러한 논리 블록을 초기화하는 프로세스를 저수준 포맷팅이라고 하는데, 이는 일반적으로 공장에서 수행되며 현장에서는 일반적으로 변경되지 않는다. 고수준 포맷팅은 디스크에 데이터 파일을 구성하는 데 사용되는 운영체제 데이터 구조를 기록한다. 여기에는 선택된 논리 블록에 파티션 및 파일 시스템 구조를 기록하는 것이 포함된다. 예를 들어, 디스크 공간의 일부는 디스크 파일 이름 디렉토리와 특정 파일과 관련된 논리 블록 목록을 보유하는 데 사용된다.
파티션 매핑 방식의 예로는 마스터 부트 레코드 (MBR)와 GUID 파티션 테이블 (GPT)이 있다. 파일을 검색하기 위해 디스크에 저장되는 데이터 구조의 예로는 도스 파일 시스템의 파일 할당 테이블 (FAT)과 많은 유닉스 계열 파일 시스템의 아이노드뿐만 아니라 기타 운영체제 데이터 구조 (또한 메타데이터로 알려짐)가 있다. 결과적으로 HDD의 모든 공간을 사용자 파일에 사용할 수 있는 것은 아니지만, 이 시스템 오버헤드는 일반적으로 사용자 데이터에 비해 작다.

### 단위
| 제조업체에서 광고하는 용량 | 제조업체에서 광고하는 용량 | 일부 소비자가 예상하는 용량 | 일부 소비자가 예상하는 용량 | 보고된 용량           | 보고된 용량            |
| 제조업체에서 광고하는 용량 | 제조업체에서 광고하는 용량 | 일부 소비자가 예상하는 용량 | 일부 소비자가 예상하는 용량 | 마이크로소프트 윈도우 | 맥OS 버전 10.6 이상    |
| 접두어 포함                | 바이트                     | 바이트                      | 차이                        | 마이크로소프트 윈도우 | 맥OS 버전 10.6 이상    |
| -------------------------- | -------------------------- | --------------------------- | --------------------------- | --------------------- | ---------------------- |
| 100 GB                     | 100,000,000,000            | 107,374,182,400             | 7.37%                       | 93.1 GB               | 100 GB                 |
| 1 TB                       | 1,000,000,000,000          | 1,099,511,627,776           | 9.95%                       | 931 GB                | 1,000 GB, 1,000,000 MB |

컴퓨팅 초기에는 HDD의 총 용량이 7~9개의 십진 숫자로 지정되었고 종종 수백만이라는 관용어로 잘렸다.
1970년대에는 HDD의 총 용량이 제조업체에서 SI 십진 접두어인 메가바이트 (1 MB = 1,000,000 바이트), 기가바이트 (1 GB = 1,000,000,000 바이트) 및 테라바이트 (1 TB = 1,000,000,000,000 바이트)를 사용하여 주어졌다. 그러나 메모리의 용량은 일반적으로 1000 대신 1024의 거듭제곱을 사용하는 이진 해석으로 인용된다.
소프트웨어는 십진 또는 이진 접두어를 사용하여 하드 디스크 드라이브 또는 메모리 용량을 다양한 형식으로 보고한다. 마이크로소프트 윈도우 운영체제군은 저장 용량을 보고할 때 이진 관례를 사용하므로, 제조업체에서 1TB 드라이브로 제공하는 HDD는 이러한 운영체제에서 931GB HDD로 보고된다. Mac OS X 10.6 ("스노 레퍼드")은 HDD 용량을 보고할 때 십진 관례를 사용한다. 리눅스에서 df 명령줄 유틸리티의 기본 동작은 HDD 용량을 1024바이트 단위의 숫자로 보고하는 것이다.
십진수와 이진수 접두사 해석의 차이는 일부 소비자의 혼란을 야기했으며, HDD 제조업체에 대한 집단 소송으로 이어졌다. 원고는 십진수 접두사 사용이 소비자를 효과적으로 오도했다고 주장했으며, 피고는 마케팅 및 광고가 모든 면에서 법을 준수했으며 어떠한 집단 구성원도 손해나 상해를 입지 않았다고 주장하며 어떠한 위법 행위나 책임도 부인했다. 2020년 캘리포니아 법원은 십진수 접두사를 십진수 의미로 사용하는 것이 오해의 소지가 없다고 판결했다.

## 폼 팩터

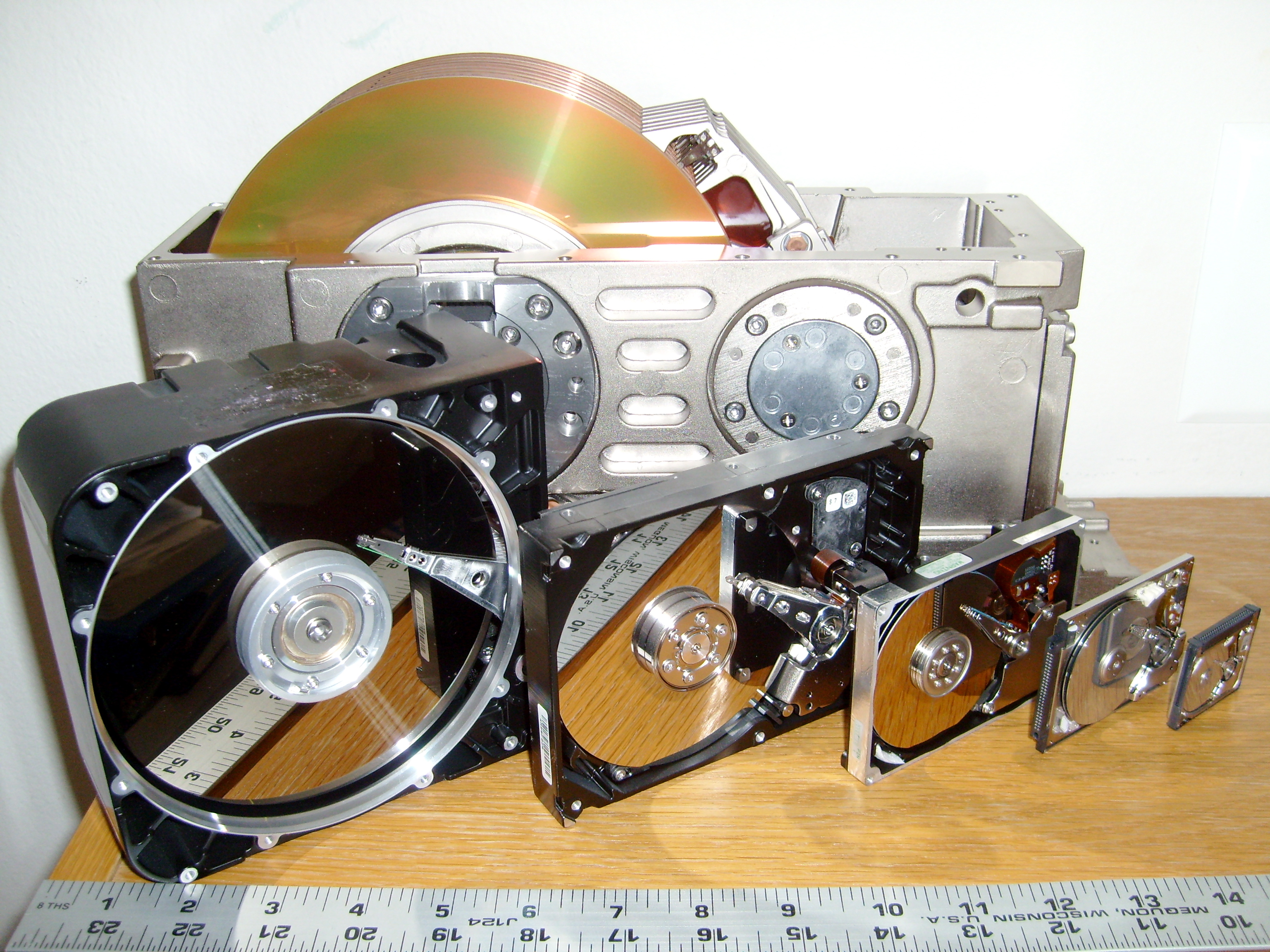
8인치, 5.25인치, 3.5인치, 2.5인치, 1.8인치 및 1인치 HDD와 플래터 및 읽기-쓰기 헤드의 크기를 보여주는 자

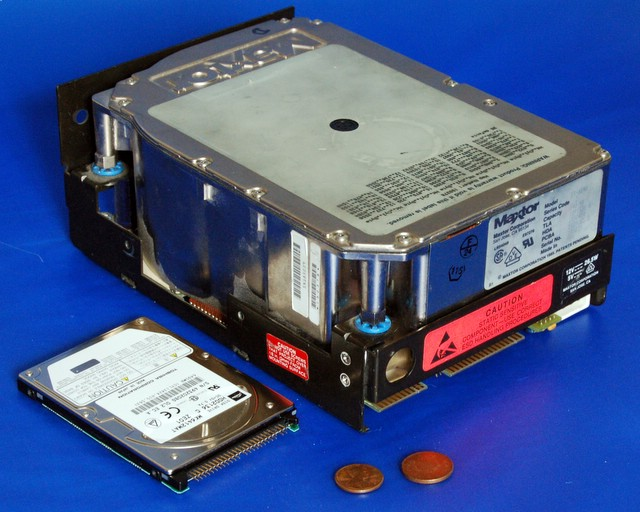
구형 5.25인치 풀 높이 110MB HDD와 비교한 최신 2.5인치 (63.5mm) 6,495MB HDD

IBM의 첫 번째 하드 디스크 드라이브인 IBM 350은 50개의 24인치 플래터 스택을 사용했으며, 3.75MB의 데이터 (최신 디지털 사진 한 장 크기 정도)를 저장했고, 두 대의 대형 냉장고와 비슷한 크기였다. 1962년 IBM은 모델 1311 디스크를 도입했는데, 이는 이동식 팩에 6개의 14인치 (공칭 크기) 플래터를 사용했으며 대략 세탁기 크기였다. 이는 다른 제조업체에서도 사용되어 수년간 표준 플래터 크기가 되었다. IBM 2314는 11개 높이의 팩에 동일한 크기의 플래터를 사용했으며, "피자 오븐"이라고도 불리는 "서랍형 드라이브" 레이아웃을 도입했지만, "서랍"은 완전한 드라이브가 아니었다. 1970년대에 이르러 HDD는 1개에서 4개까지의 HDD를 포함하는 다양한 크기의 독립형 캐비닛으로 제공되었다.
1960년대 후반부터 19인치 랙에 장착될 수 있는 섀시에 완전히 맞는 드라이브가 제공되기 시작했다. 디지털의 RK05 및 RL01은 이동식 팩에 단일 14인치 플래터를 사용하는 초기 사례였으며, 전체 드라이브가 10.5인치 높이의 랙 공간 (6개의 랙 유닛)에 들어맞았다. 1980년대 중반에서 후반에는 (우연히도) 10.5인치 플래터를 사용한 유사한 크기의 후지쯔 이글이 인기 있는 제품이었다.
내장형 플로피 디스크 드라이브 (FDD)를 갖춘 마이크로컴퓨터 판매가 증가하면서 FDD 마운트에 맞는 HDD가 바람직해졌다. 슈가트 어소시에이츠 SA1000을 시작으로 HDD 폼 팩터는 초기에는 8인치, 5¼인치, 3½인치 플로피 디스크 드라이브를 따랐다. 이러한 공칭 크기로 불리지만, 실제 이 세 드라이브의 크기는 각각 폭 9.5인치, 5.75인치, 4인치이다. 더 작은 플로피 디스크 드라이브가 없었기 때문에 2½인치 드라이브 (실제로는 폭 2.75인치)와 같은 더 작은 HDD 폼 팩터는 제품 제공 또는 산업 표준에서 개발되었다.
2025년 현재 2½인치 및 3½인치 하드 디스크가 가장 인기 있는 크기이다. 2009년까지 모든 제조업체는 이동 부품이 없는 플래시 메모리의 가격 하락으로 인해 1.3인치, 1인치 및 0.85인치 폼 팩터에 대한 신제품 개발을 중단했다. 공칭 크기는 인치 단위이지만 실제 치수는 밀리미터로 지정된다.

## 성능 특성
HDD의 데이터 액세스 시간을 제한하는 요소는 대부분 회전하는 디스크와 움직이는 헤드의 기계적 특성과 관련이 있으며, 다음을 포함한다.
- 탐색 시간은 헤드 어셈블리가 데이터를 포함하는 디스크 트랙으로 이동하는 데 걸리는 시간을 측정한다.
- 회전 지연은 데이터 전송이 요청될 때 원하는 디스크 섹터가 헤드 바로 아래에 있지 않을 수 있기 때문에 발생한다. 평균 회전 지연은 회전 주기의 절반이 평균 지연이라는 통계적 관계에 따라 표에 표시된다.
- 비트레이트 또는 데이터 전송률 (헤드가 올바른 위치에 있을 때)은 전송되는 블록 수에 따라 지연을 발생시킨다. 일반적으로 상대적으로 작지만, 대용량 연속 파일을 전송할 때는 상당히 길 수 있다.

드라이브 디스크가 에너지를 절약하기 위해 정지하면 지연이 발생할 수도 있다.
단편화 제거는 관련 항목을 디스크의 물리적으로 가까운 영역으로 이동하여 데이터 검색 지연을 최소화하는 데 사용되는 절차이다. 일부 컴퓨터 운영체제는 단편화 제거를 자동으로 수행한다. 자동 단편화 제거는 액세스 지연을 줄이는 것을 목표로 하지만, 절차가 진행 중인 동안 성능은 일시적으로 저하된다.
데이터 액세스 시간은 회전 속도를 높이거나 (따라서 지연을 줄임) 탐색에 소요되는 시간을 줄임으로써 향상될 수 있다. 면적 밀도를 높이면 처리율이 향상되는데, 이는 데이터 속도를 높이고 헤드 세트 아래의 데이터 양을 증가시켜 주어진 데이터 양에 대한 탐색 활동을 잠재적으로 줄일 수 있기 때문이다. 데이터 액세스 시간은 처리율 증가를 따라가지 못했으며, 처리율 자체도 비트 밀도 및 저장 용량 증가를 따라가지 못했다.

### 레이턴시
| 회전 속도 (rpm) | 평균 회전 지연 (ms) |
| --------------- | ------------------- |
| 15,000          | 2                   |
| 10,000          | 3                   |
| 7,200           | 4.16                |
| 5,400           | 5.55                |
| 4,800           | 6.25                |

### 데이터 전송률
2010년 현재, 일반적인 7,200rpm 데스크톱 HDD의 지속적인 "디스크-버퍼" 데이터 전송률은 최대 1,030 Mbit/s이다. 이 속도는 트랙 위치에 따라 달라진다. 외부 트랙 (회전당 더 많은 데이터 섹터가 있는 곳)에서는 속도가 더 높고, 내부 트랙 (회전당 더 적은 데이터 섹터가 있는 곳)에서는 더 낮으며, 10,000rpm 드라이브의 경우 일반적으로 약간 더 높다. "버퍼-컴퓨터" 인터페이스에 대한 현재 널리 사용되는 표준은 3.0 Gbit/s SATA이며, 이는 버퍼에서 컴퓨터로 약 300메가바이트/초 (10비트 인코딩)를 전송할 수 있으므로 오늘날의 디스크-버퍼 전송률보다 여전히 훨씬 빠르다. 데이터 전송률 (읽기/쓰기)은 특수 파일 생성 도구를 사용하여 디스크에 큰 파일을 쓰고, 파일을 다시 읽어 측정할 수 있다. 전송률은 단편화 및 파일 레이아웃의 영향을 받을 수 있다.
HDD 데이터 전송률은 플래터의 회전 속도와 데이터 기록 밀도에 따라 달라진다. 열과 진동이 회전 속도를 제한하기 때문에 밀도 향상이 순차 전송률을 개선하는 주요 방법이 된다. 더 빠른 속도는 더 강력한 스핀들 모터를 필요로 하며, 이는 더 많은 열을 발생시킨다. 면적 밀도는 디스크 전체의 트랙 수와 트랙당 섹터 수를 모두 증가시킴으로써 발전하지만, 주어진 rpm에서 데이터 전송률을 증가시키는 것은 후자뿐이다. 데이터 전송률 성능은 면적 밀도의 두 가지 구성 요소 중 하나만 추적하므로 성능 향상 속도가 더 낮다.

### 기타 고려 사항
다른 성능 고려 사항에는 품질 조정 가격, 전력 소비, 가청 소음, 작동 및 비작동 충격 저항이 포함된다.

## 액세스 및 인터페이스

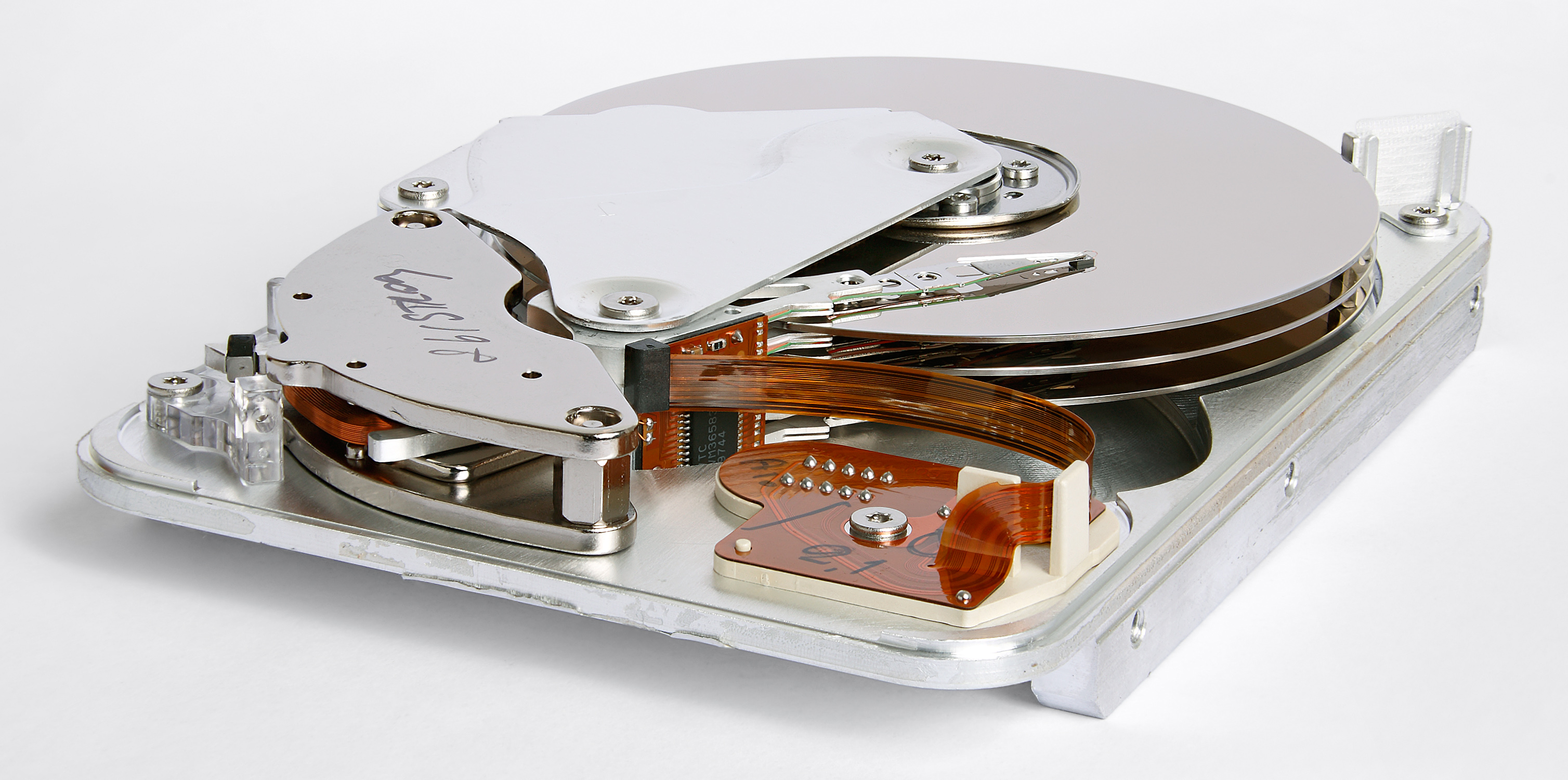
병렬 ATA 인터페이스를 사용한 1998년 씨게이트 HDD의 내부 모습

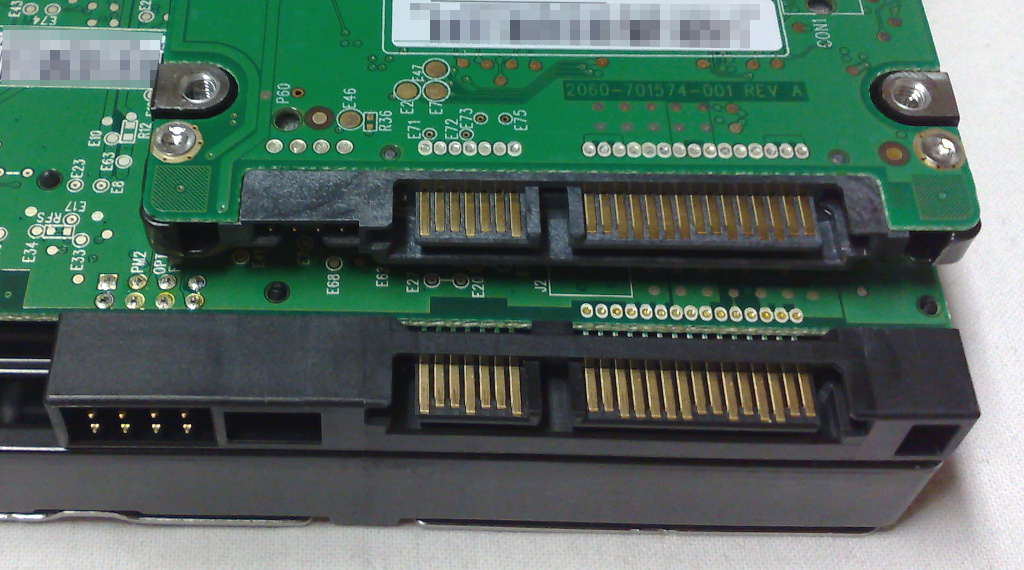
3.5인치 SATA 드라이브 위에 2.5인치 SATA 드라이브, 데이터 및 전원 커넥터 (7핀)와 (15핀)의 클로즈업

현재 하드 드라이브는 병렬 ATA, 직렬 ATA, SCSI, 시리얼 부착 SCSI (SAS), 파이버 채널을 포함한 여러 버스 유형 중 하나를 통해 컴퓨터에 연결된다. 일부 드라이브, 특히 외장 휴대용 드라이브는 IEEE 1394 또는 USB를 사용한다. 이 모든 인터페이스는 디지털이며, 드라이브의 전자 장치가 읽기/쓰기 헤드에서 아날로그 신호를 처리한다. 현재 드라이브는 내부적으로 사용되는 데이터 인코딩 방식과 드라이브 내부의 물리적 디스크 및 헤드 수에 관계없이 컴퓨터의 나머지 부분에 일관된 인터페이스를 제공한다.
일반적으로 드라이브 내부의 전자 장치에 있는 DSP는 읽기 헤드에서 들어오는 원시 아날로그 전압을 받아 PRML과 리드 솔로몬 부호를 사용하여 데이터를 디코딩한 다음, 해당 데이터를 표준 인터페이스를 통해 전송한다. 이 DSP는 또한 오류 검출 정정에 의해 감지된 오류율을 감시하고, 불량 섹터 재매핑, S.M.A.R.T.를 위한 데이터 수집 및 기타 내부 작업을 수행한다.
현대 인터페이스는 단일 데이터/제어 케이블로 드라이브를 호스트 인터페이스에 연결한다. 각 드라이브에는 일반적으로 전원 공급 장치에 직접 연결되는 추가 전원 케이블도 있다. 구형 인터페이스는 데이터 신호와 드라이브 제어 신호에 대해 별도의 케이블을 사용했다.
- SCSI (Small Computer System Interface), 원래 슈가트 어소시에이츠 시스템 인터페이스(SASI)로 명명되었으며, 1990년대 중반까지 서버, 워크스테이션, 코모도어 아미가, 아타리 ST, 애플 매킨토시 컴퓨터의 표준이었으며, 이때까지 대부분의 모델이 새로운 인터페이스로 전환되었다. 데이터 케이블의 길이 제한으로 외부 SCSI 장치를 사용할 수 있다. SCSI 명령 세트는 더 현대적인 SAS 인터페이스에서도 여전히 사용된다.
- 통합 드라이브 일렉트로닉스 (IDE), 나중에 AT Attachment (ATA, SATA 도입 시 소급하여 PATA (병렬 ATA)라는 별칭이 추가됨)라는 이름으로 표준화되었으며, HDD 컨트롤러를 인터페이스 카드에서 디스크 드라이브로 옮겼다. 이는 호스트/컨트롤러 인터페이스를 표준화하고, 호스트 장치 드라이버의 프로그래밍 복잡성을 줄이며, 시스템 비용과 복잡성을 줄이는 데 도움이 되었다. 40핀 IDE/ATA 연결은 데이터 케이블에서 한 번에 16비트의 데이터를 전송한다. 데이터 케이블은 원래 40도체였지만, 나중에 더 빠른 속도 요구 사항으로 인해 고속에서 누화를 줄이기 위해 추가 와이어가 있는 80도체 케이블을 사용하는 "울트라 DMA" (UDMA) 모드로 이어졌다.
- EIDE는 원래 IDE 표준에 대한 비공식 업데이트(웨스턴 디지털에 의해)였으며, 주요 개선점은 CPU의 개입 없이 디스크와 컴퓨터 간에 데이터를 전송하기 위해 직접 메모리 접근 (DMA)을 사용한 것으로, 나중에 공식 ATA 표준에 채택되었다. 메모리와 디스크 간에 데이터를 직접 전송함으로써 DMA는 CPU가 바이트별로 복사할 필요성을 없애므로 데이터 전송이 발생하는 동안 다른 작업을 처리할 수 있다.
- 파이버 채널 (FC)은 엔터프라이즈 시장에서 병렬 SCSI 인터페이스의 후속 기술이다. 이는 직렬 프로토콜이다. 디스크 드라이브에서는 일반적으로 파이버 채널 아비트레이트드 루프 (FC-AL) 연결 토폴로지가 사용된다. FC는 단순한 디스크 인터페이스보다 훨씬 광범위하게 사용되며, 스토리지 에어리어 네트워크 (SAN)의 초석이다. 최근에는 iSCSI 및 ATA 오버 이더넷과 같은 이 분야의 다른 프로토콜도 개발되었다. 혼란스럽게도 드라이브는 일반적으로 파이버 채널에 구리 연선 케이블을 사용하며, 광섬유는 사용하지 않는다. 광섬유는 전통적으로 서버 또는 디스크 어레이 컨트롤러와 같은 대형 장치에 사용된다.
- 시리얼 부착 SCSI (SAS). SAS는 훨씬 더 높은 속도의 데이터 전송을 허용하도록 설계된 장치용 차세대 직렬 통신 프로토콜이며 SATA와 호환된다. SAS는 표준 3.5인치 SATA1/SATA2 HDD와 기계적으로 호환되는 데이터 및 전원 커넥터를 사용하며, 많은 서버 지향 SAS RAID 컨트롤러는 SATA HDD도 주소 지정할 수 있다. SAS는 전통적인 SCSI 장치에서 발견되는 병렬 방식 대신 직렬 통신을 사용하지만 여전히 SCSI 명령을 사용한다.
- 직렬 ATA (SATA). SATA 데이터 케이블은 EIA-422와 마찬가지로 장치로의 차동 데이터 전송을 위한 한 쌍의 데이터 쌍과 장치로부터의 차동 수신을 위한 한 쌍의 데이터 쌍을 가지고 있다. 따라서 데이터가 직렬로 전송되어야 한다. 유사한 차동 신호 시스템은 RS485, 로컬토크, USB, 파이어와이어, 차동 SCSI에서 사용된다. SATA I ~ III는 SAS 명령의 하위 집합과 호환되는 인터페이스를 사용하도록 설계되었다. 따라서 SATA 하드 드라이브는 SAS 하드 드라이브 컨트롤러에 연결하고 제어할 수 있다 (제한된 호환성을 가진 드라이브/컨트롤러와 같은 몇 가지 사소한 예외는 제외). 그러나 반대로 연결할 수는 없다. 즉, SATA 컨트롤러는 SAS 드라이브에 연결할 수 없다.

## 무결성 및 고장

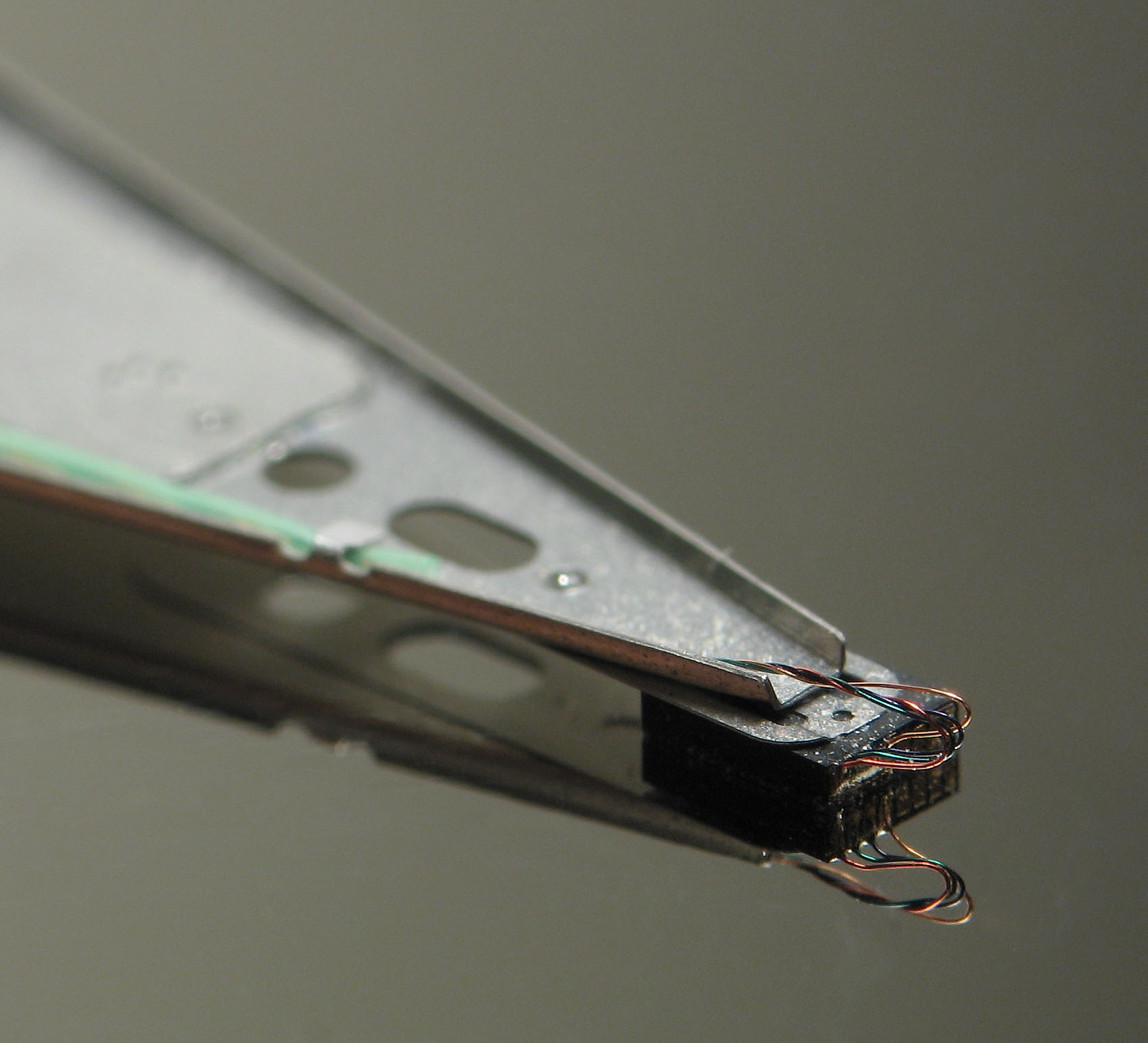
디스크 플래터 위에 놓인 HDD 헤드의 근접 촬영. 거울상 반사가 플래터 표면에 보인다. 헤드가 랜딩 존에 있지 않으면 작동 중에 헤드가 플래터에 닿는 것은 치명적일 수 있다.

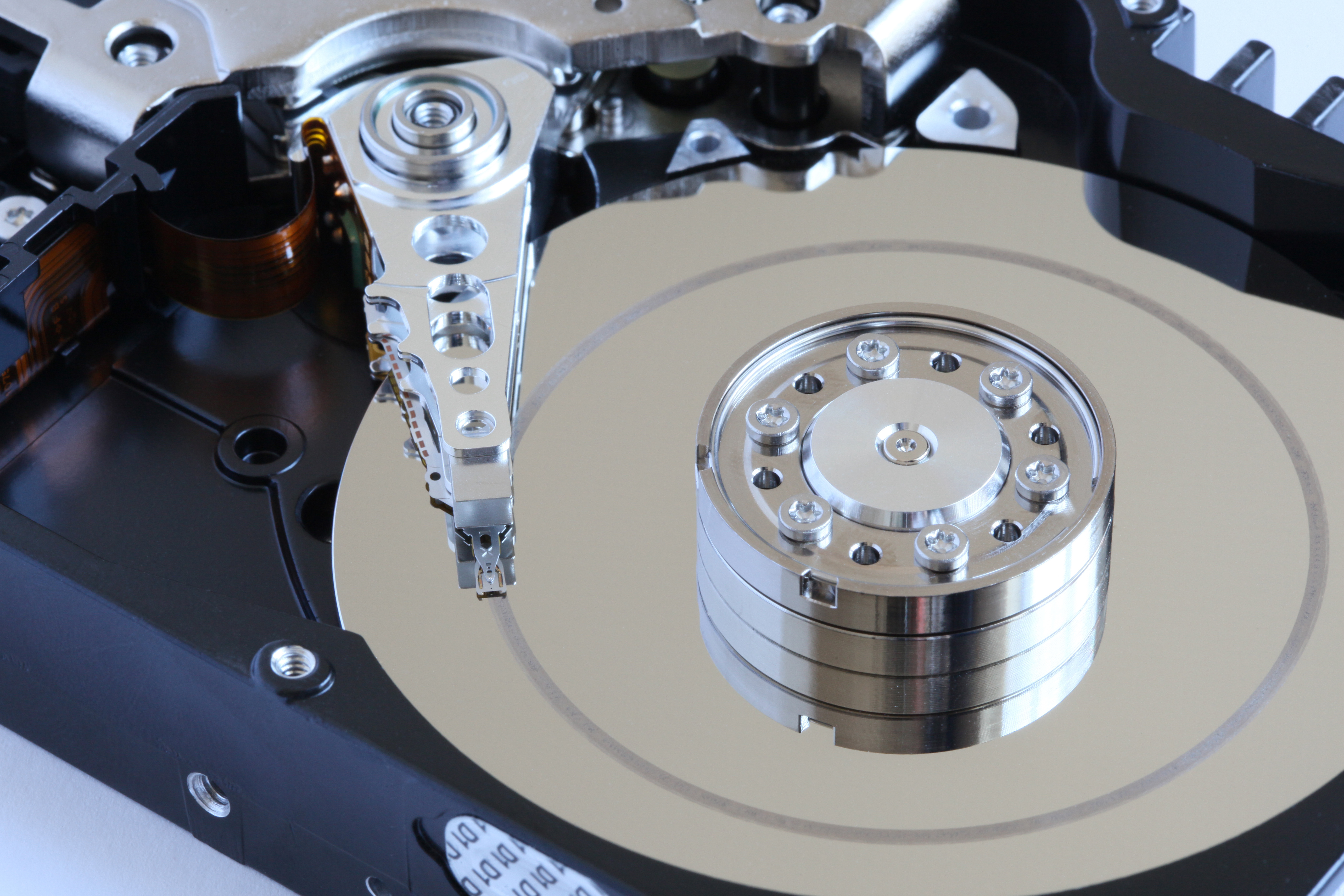
HDD 헤드 충돌

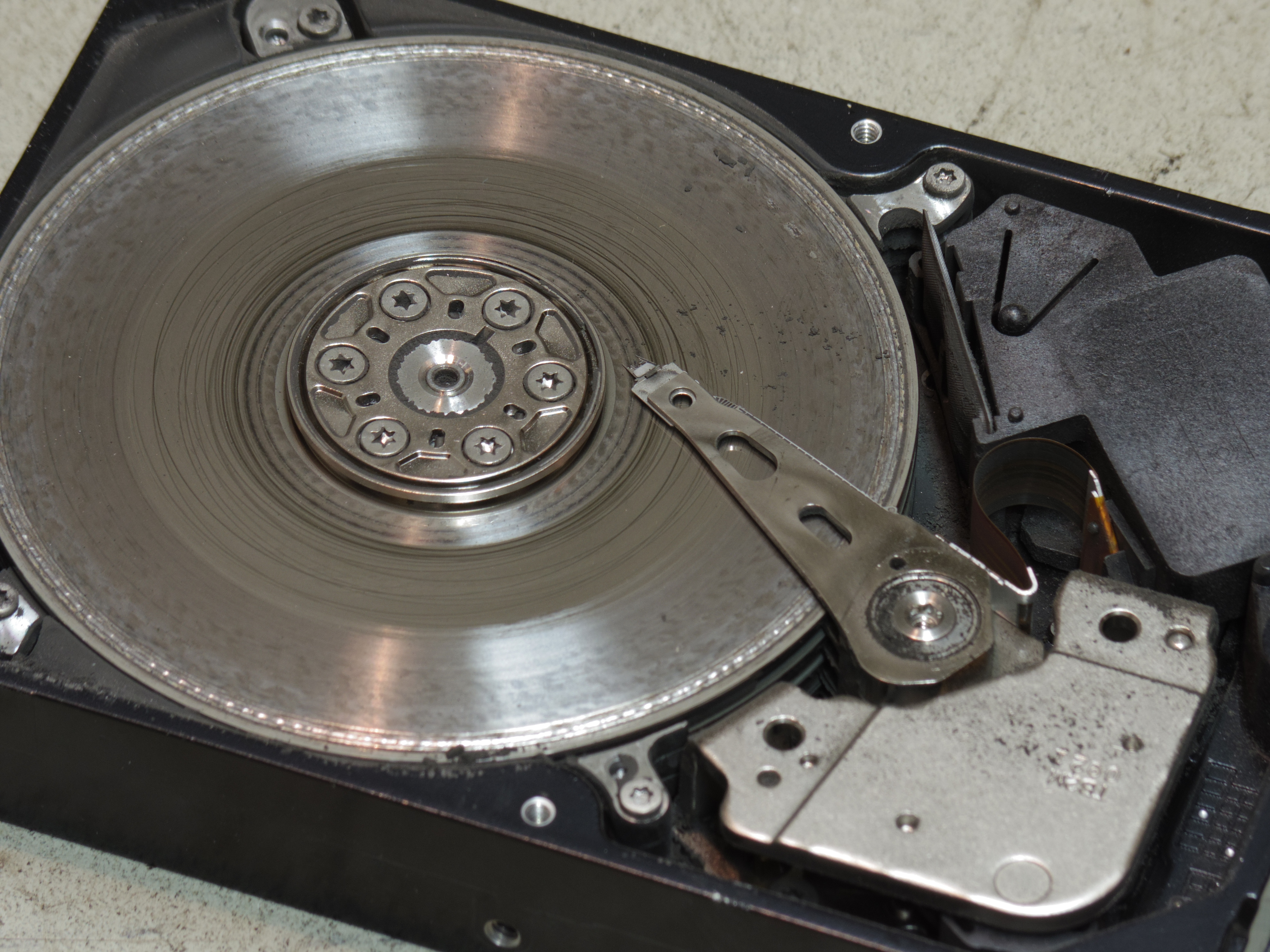
더 심한 충돌

헤드와 디스크 표면 사이의 간격이 극히 좁기 때문에 HDD는 헤드 충돌로 인해 손상될 수 있다. 이는 헤드가 플래터 표면을 긁어내어 얇은 자기 필름을 갈아내고 데이터 손실을 유발하는 디스크 고장이다. 헤드 충돌은 전자적 고장, 갑작스러운 전원 고장, 물리적 충격, 드라이브 내부 인클로저 오염, 마모, 부식, 또는 불량하게 제조된 플래터 및 헤드로 인해 발생할 수 있다.
HDD의 스핀들 시스템은 디스크 인클로저 내부의 공기 밀도에 의존하여 디스크가 회전하는 동안 헤드를 적절한 비행 높이로 지지한다. HDD는 제대로 작동하기 위해 특정 범위의 공기 밀도를 필요로 한다. 외부 환경과의 연결 및 밀도는 인클로저의 작은 구멍(폭 약 0.5mm)을 통해 이루어지며, 일반적으로 내부에 필터(브리더 필터)가 있다. 공기 밀도가 너무 낮으면 비행 헤드에 충분한 양력이 없어 헤드가 디스크에 너무 가까워지고 헤드 충돌 및 데이터 손실의 위험이 있다. 약 3,000 m (9,800 ft) 이상의 고도에서 안정적인 작동을 위해서는 특별히 제조된 밀봉 및 가압 디스크가 필요하다. 최신 디스크에는 온도 센서가 포함되어 작동 환경에 따라 작동을 조정한다. 숨구멍은 대부분의 디스크 드라이브에서 볼 수 있으며, 헬륨을 사용하는 드라이브와 같이 밀봉된 드라이브는 제외된다. 이러한 드라이브는 외부 공기에 노출되면 고장이 발생할 수 있으므로 일반적으로 숨구멍 옆에 사용자가 구멍을 막지 말라는 경고 스티커가 붙어 있다. 작동 중인 드라이브 내부의 공기도 계속 움직이며, 회전하는 플래터와의 마찰로 인해 움직인다. 이 공기는 내부 재순환 필터를 통과하여 제조 시 남은 오염 물질, 어떤 식으로든 인클로저에 유입될 수 있는 입자 또는 화학 물질, 그리고 정상 작동 시 내부에서 생성되는 입자 또는 가스 방출을 제거한다. 장기간 동안 매우 높은 습도가 존재하면 헤드와 플래터가 부식될 수 있다. 이에 대한 예외는 밀폐형 헬륨 충전 HDD로, 습도나 대기압 변화로 인해 발생할 수 있는 환경 문제를 크게 제거한다. 이러한 HDD는 HGST가 2013년에 처음으로 대량 구현에 성공하여 도입했다.
특히 거대자기저항 (GMR) 헤드의 경우, 오염으로 인한 사소한 헤드 충돌 (디스크의 자기 표면을 제거하지 않는 경우)은 디스크 표면과의 마찰로 인해 헤드가 일시적으로 과열되어 헤드 온도가 안정될 때까지 단기간 동안 데이터를 읽을 수 없게 되는 결과 (소위 "열적 거칠기", 읽기 신호의 적절한 전자 필터링으로 부분적으로 해결 가능)를 초래한다.
하드 디스크의 논리 보드가 고장 나면, 동일한 하드 디스크의 회로 기판을 교체하여 드라이브를 작동 상태로 복원하고 데이터를 복구할 수 있는 경우가 많다. 읽기-쓰기 헤드 고장의 경우, 먼지 없는 환경에서 특수 도구를 사용하여 교체할 수 있다. 디스크 플래터가 손상되지 않았다면, 동일한 인클로저로 옮겨 데이터를 새 드라이브에 복사하거나 복제할 수 있다. 디스크 플래터 고장의 경우, 디스크 플래터를 분해하고 이미징해야 할 수 있다. 파일 시스템의 논리적 손상에 대해서는 유닉스 계열 시스템의 Fsck와 마이크로소프트 윈도우의 CHKDSK를 포함한 다양한 도구를 자료 복구에 사용할 수 있다. 논리적 손상으로부터의 복구는 파일 카빙을 필요로 할 수 있다.
서버용으로 설계 및 판매되는 하드 디스크 드라이브가 데스크톱 컴퓨터에 일반적으로 사용되는 소비자 등급 드라이브보다 빈번하게 고장 나지 않을 것이라는 일반적인 기대가 있다. 그러나 카네기 멜런 대학교와 구글의 두 독립적인 연구는 드라이브의 "등급"이 드라이브의 고장률과 관련이 없다는 것을 발견했다.
2011년 탐스 하드웨어의 SSD 및 자기 디스크 고장 패턴에 대한 연구 요약은 다음과 같다.
- 평균 무고장 시간 (MTBF)은 신뢰성을 나타내지 않는다. 연간 고장률이 더 높고 일반적으로 더 관련성이 높다.
- HDD는 초기 사용 중에 고장 나는 경향이 없으며, 온도는 미미한 영향만 미친다. 대신, 고장률은 시간이 지남에 따라 꾸준히 증가한다.
- S.M.A.R.T.는 기계적 문제를 경고하지만 신뢰성에 영향을 미치는 다른 문제는 경고하지 않으므로 조건의 신뢰할 수 있는 지표가 아니다.[144]
- "엔터프라이즈" 및 "소비자"로 판매되는 드라이브의 고장률은 "매우 유사"하지만, 이러한 드라이브 유형은 다른 작동 환경에 맞게 맞춤화된다.[145][146]
- 드라이브 배열에서 한 드라이브의 고장은 단기적으로 두 번째 드라이브 고장 위험을 크게 증가시킨다.

2019년 현재, 스토리지 제공업체인 Backblaze는 11만 개의 시판 HDD를 사용한 스토리지 팜에서 연간 2%의 고장률을 보고했으며, 이는 모델과 제조업체에 따라 신뢰성이 크게 달라진다. Backblaze는 이후 동일한 연령의 HDD와 SSD의 고장률이 비슷하다고 보고했다.
개별 HDD 고장의 비용을 최소화하고 극복하기 위해 스토리지 시스템 공급업체는 중복 HDD 배열에 의존한다. 고장난 HDD는 지속적으로 교체된다.

## 시장 부문

### 소비자 부문

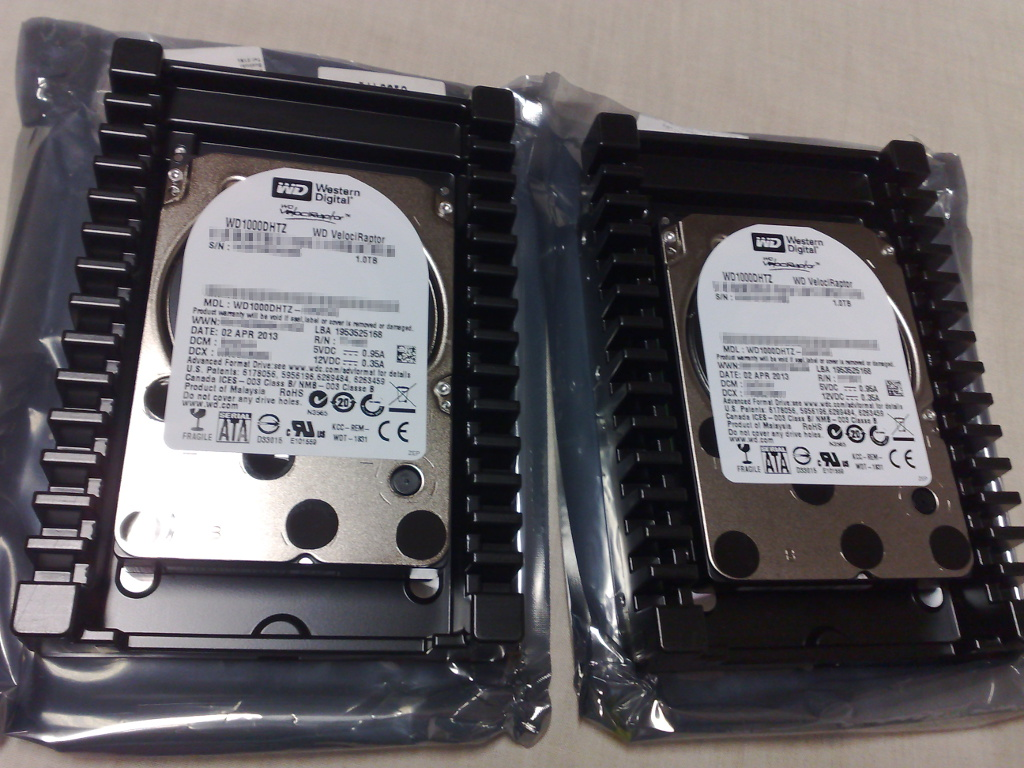
3.5인치 어댑터 프레임에 공장 장착된 두 개의 하이엔드 소비자용 SATA 2.5인치 10,000 rpm HDD

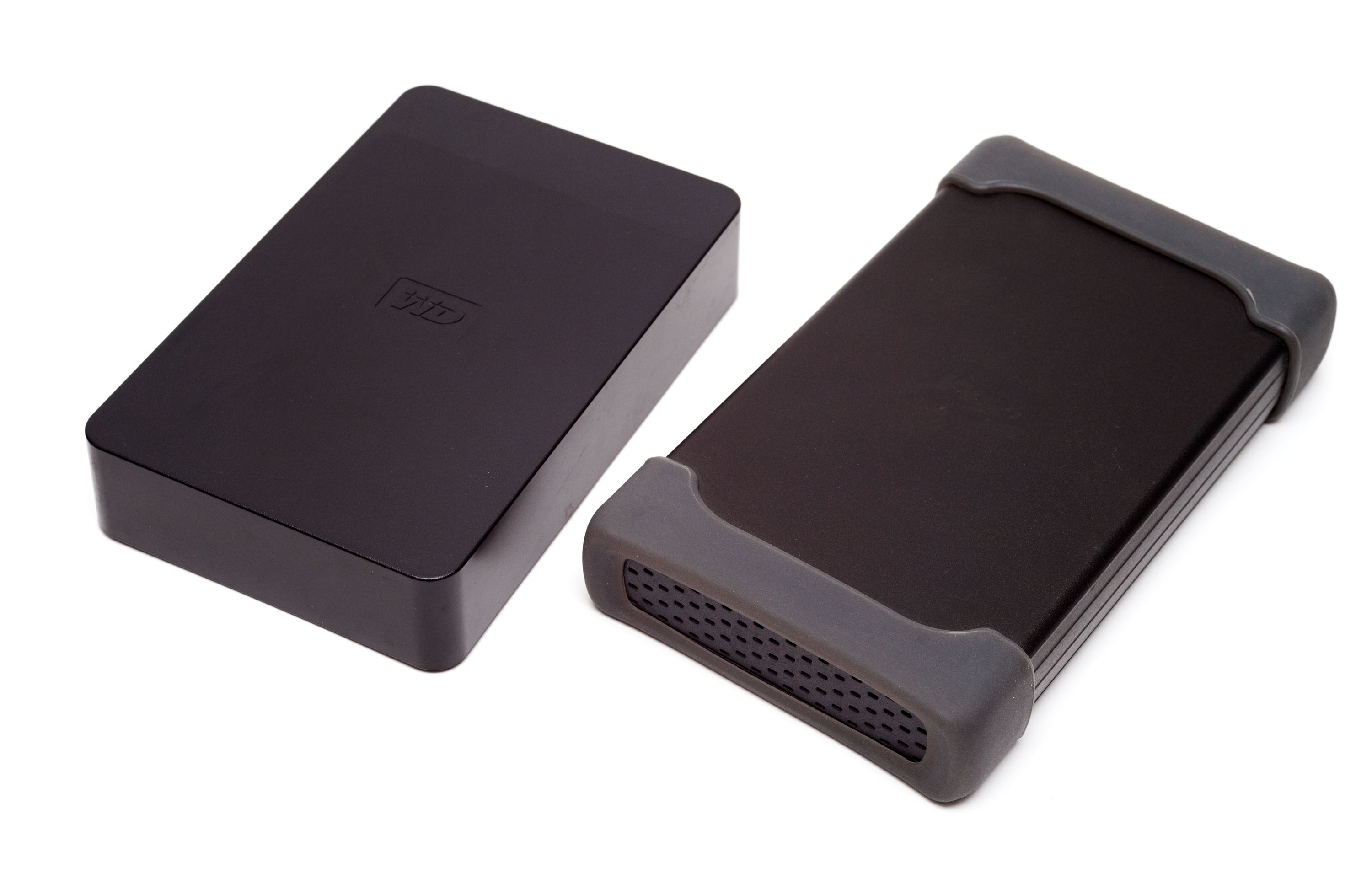
두 개의 2.5인치 외장 USB 하드 드라이브

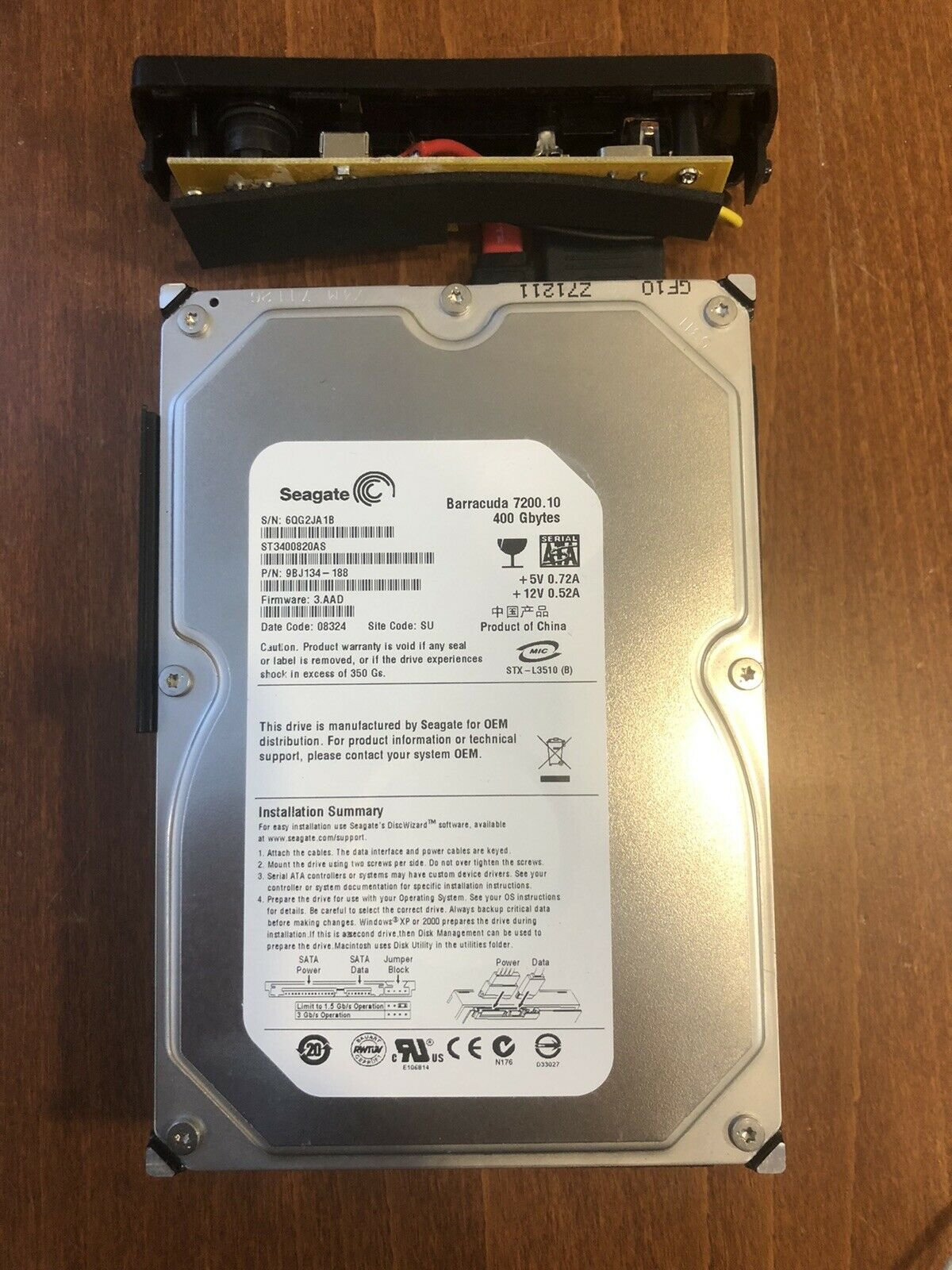
SATA를 USB, FireWire, eSATA로 변환하는 컨트롤러 보드가 있는 씨게이트 하드 드라이브

데스크톱 HDD
데스크톱 HDD는 일반적으로 1개에서 5개의 내부 플래터를 가지며, 5,400에서 10,000 rpm으로 회전하고, 0.5 Gbit/s 이상의 미디어 전송 속도를 가진다 (1 GB = 109 바이트; 1 Gbit/s = 109 비트/초). 초기 (1980~1990년대) 드라이브는 회전 속도가 더 느린 경향이 있다. 2025년 1월 현재, 최고 용량의 데스크톱 HDD는 36TB를 저장했으며, 2025년 후반에는 50TB 드라이브를 출시할 계획이다. 36TB HDD는 2025년에 출시되었다. 2016년 현재, 일반적인 데스크톱 컴퓨터의 하드 드라이브 속도는 7,200 rpm이며, 저가형 데스크톱 컴퓨터는 5,900 rpm 또는 5,400 rpm 드라이브를 사용할 수 있다. 2000년대와 2010년대 초반에는 일부 데스크톱 사용자 및 데이터 센터에서 웨스턴 디지털 랩터와 같은 10,000 rpm 드라이브도 사용했지만, 이러한 드라이브는 2016년 현재 ( WD VelociRaptor가 단종된 이후) 훨씬 더 드물어졌으며, 현재는 NAND 플래시 기반 SSD로 대체되어 일반적으로 사용되지 않는다.
모바일 (노트북) HDD
데스크톱 및 엔터프라이즈 제품보다 작으며, 일반적으로 내부 플래터가 하나이고 데스크톱에 더 흔한 3.5인치 폼 팩터 대신 2.5인치 또는 1.8인치 물리적 크기이기 때문에 느리고 용량이 낮은 경향이 있다. 모바일 HDD는 4,200 rpm, 5,200 rpm, 5,400 rpm 또는 7,200 rpm으로 회전하며, 5,400 rpm이 가장 일반적이다. 7,200 rpm 드라이브는 더 비싸고 용량이 작으며, 4,200 rpm 모델은 일반적으로 구형 노트북 및 휴대용 장치에 있었지만 현재는 구식이다. 플래터가 더 작기 때문에 모바일 HDD는 일반적으로 데스크톱 제품보다 용량이 낮다.
가전 HDD
이러한 드라이브는 일반적으로 5400 rpm으로 회전하며 다음을 포함한다.
- 비디오 하드 드라이브, 때로는 "감시 하드 드라이브"라고 불리며, 디지털 비디오 레코더에 내장되어 읽기 및 쓰기 오류가 발생하더라도 보장된 스트리밍 용량을 제공한다.[151]
- 자동차에 내장된 드라이브; 일반적으로 더 큰 충격에 저항하고 더 넓은 온도 범위에서 작동하도록 제작된다.

외장 및 휴대용 HDD

현재 외장 하드 디스크 드라이브는 일반적으로 USB-C를 통해 연결된다. 초기 모델은 USB-B (더 나은 대역폭을 위해 한 쌍의 포트를 사용하기도 함) 또는 (드물게) eSATA 연결을 사용한다. USB 2.0 인터페이스를 사용하는 변형은 일반적으로 SATA를 통해 내부적으로 장착된 하드 드라이브에 비해 데이터 전송 속도가 느리다. 플러그 앤 플레이 드라이브 기능은 시스템 호환성을 제공하고 대용량 저장 옵션 및 휴대용 설계를 특징으로 한다. 2015년 3월 현재, 외장 하드 디스크 드라이브의 사용 가능한 용량은 500 GB에서 10 TB까지 다양했다. 외장 하드 디스크 드라이브는 일반적으로 조립된 통합 제품으로 사용할 수 있지만, 외부 디스크 인클로저 (USB 또는 기타 인터페이스 포함)와 별도로 구매한 드라이브를 결합하여 조립할 수도 있다. 2.5인치 및 3.5인치 크기로 사용할 수 있으며, 2.5인치 변형은 일반적으로 휴대용 외장 드라이브라고 불리며, 3.5인치 변형은 데스크톱 외장 드라이브라고 불린다. "휴대용" 드라이브는 "데스크톱" 드라이브보다 작고 가벼운 인클로저에 포장된다. 또한 "휴대용" 드라이브는 USB 연결을 통해 전원을 공급받는 반면, "데스크톱" 드라이브는 외부 전원 어댑터를 필요로 한다. 암호화, 와이파이 연결, 생체 보안 또는 다중 인터페이스 (예: 파이어와이어)와 같은 기능은 더 높은 비용으로 사용할 수 있다. 미리 조립된 외장 하드 디스크 드라이브 중에는 인클로저에서 꺼냈을 때 인쇄 회로 기판에 USB 인터페이스가 내장되어 있고 SATA (또는 병렬 ATA) 인터페이스가 없어 노트북이나 데스크톱 컴퓨터에 내부적으로 사용할 수 없는 경우가 있다.

### 엔터프라이즈 및 비즈니스 부문

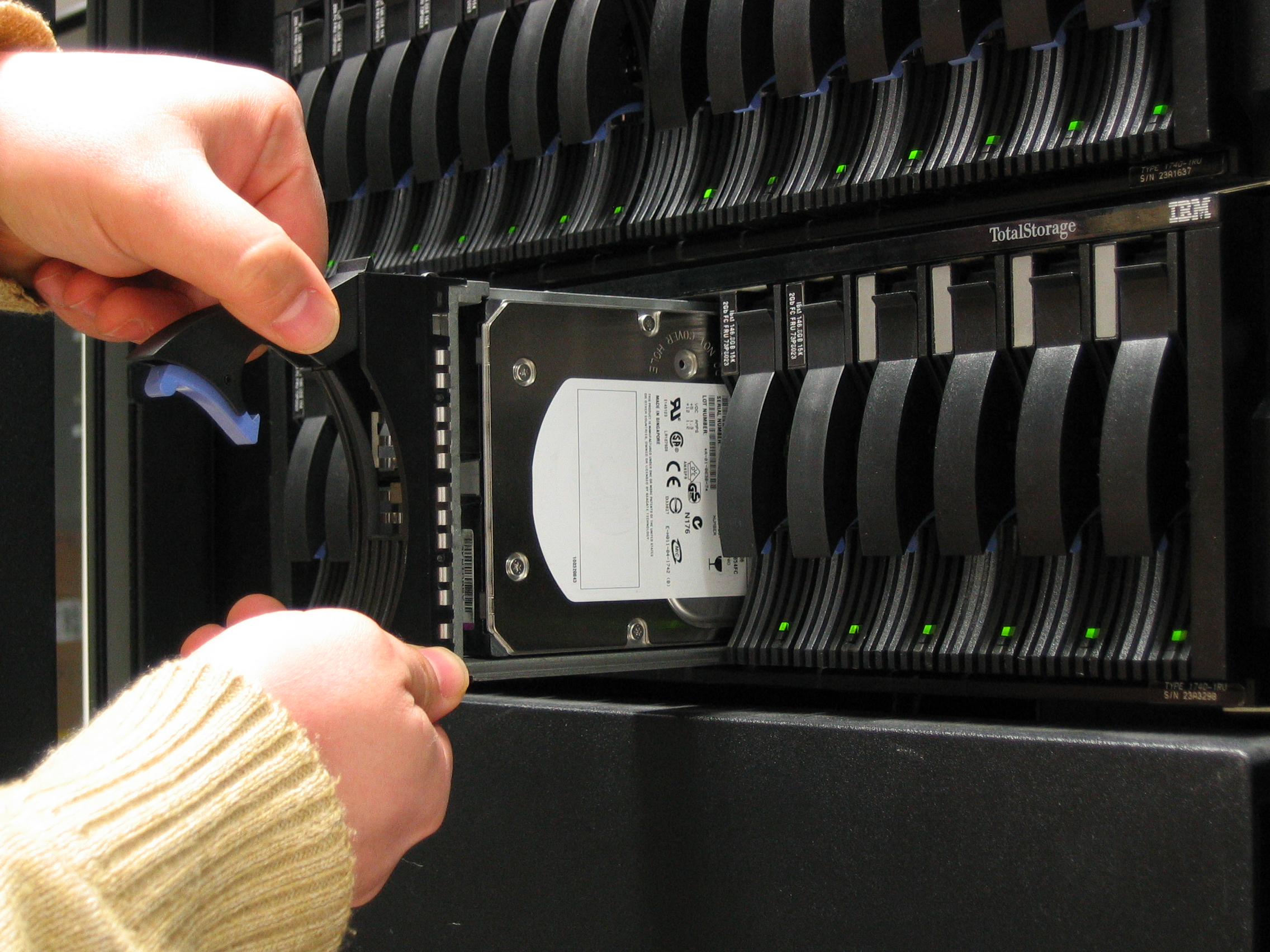
핫스왑 가능한 HDD 인클로저

서버 및 워크스테이션 HDD

일반적으로 엔터프라이즈 소프트웨어를 실행하는 다중 사용자 컴퓨터와 함께 사용된다. 예시는 다음과 같다: 트랜잭션 처리 데이터베이스, 인터넷 인프라 (이메일, 웹서버, 전자상거래), 과학 컴퓨팅 소프트웨어, 니어라인 스토리지 관리 소프트웨어. 엔터프라이즈 드라이브는 일반적으로 신뢰성을 희생하지 않으면서 가능한 최고 성능을 제공하면서 까다로운 환경에서 지속적으로 작동한다 ("24/7"). 최대 용량은 주요 목표가 아니므로, 드라이브는 종종 비용에 비해 상대적으로 낮은 용량으로 제공된다.
가장 빠른 엔터프라이즈 HDD는 10,000 또는 15,000 rpm으로 회전하며, 1.6 Gbit/s 이상의 순차 미디어 전송 속도와 최대 1 Gbit/s의 지속 전송 속도를 달성할 수 있다. 10,000 또는 15,000 rpm으로 작동하는 드라이브는 증가된 전력 요구 사항을 완화하기 위해 더 작은 플래터를 사용하므로 (공기 저항이 적으므로) 일반적으로 최고 용량 데스크톱 드라이브보다 용량이 낮다. 엔터프라이즈 HDD는 일반적으로 시리얼 부착 SCSI (SAS) 또는 파이버 채널 (FC)을 통해 연결된다. 일부는 여러 포트를 지원하므로 중복 호스트 버스 어댑터에 연결할 수 있다.
엔터프라이즈 HDD는 512바이트보다 큰 섹터 크기를 가질 수 있다 (종종 520, 524, 528 또는 536 바이트). 추가 섹터당 공간은 하드웨어 RAID 컨트롤러 또는 응용 프로그램에서 데이터 무결성 필드 (DIF) 또는 데이터 무결성 확장 (DIX) 데이터를 저장하는 데 사용될 수 있으며, 이는 더 높은 신뢰성과 무음 데이터 손상 방지를 가능하게 한다.
감시 하드 드라이브;
네트워크 비디오 레코더에 사용되는 비디오 녹화 HDD.

## 경제

### 가격 변화
HDD의 바이트당 가격은 1988년부터 1996년까지 연간 40%, 1996년부터 2003년까지 연간 51%, 2003년부터 2010년까지 연간 34%의 비율로 감소했다. 가격 하락은 면적 밀도 증가가 둔화되고 2011년 태국 홍수가 제조 시설에 피해를 입히면서 2011년부터 2014년까지 연간 13%로 둔화되었으며, 2010년부터 2017년까지 연간 11%를 유지했다.
미국 연방준비제도는 3개 이상의 엔터프라이즈 HDD 및 관련 컨트롤러, 랙 및 케이블을 포함하는 대규모 엔터프라이즈 스토리지 시스템에 대한 품질 조정 물가지수를 발표했다. 이러한 대규모 스토리지 시스템의 가격은 2004년부터 2009년까지 연간 30%, 2009년부터 2014년까지 연간 22%의 비율로 감소했다.

### 제조업체 및 판매

HDD 제조업체 통합 다이어그램

시간이 지남에 따라 200개 이상의 회사가 HDD를 제조했지만, 통합으로 인해 오늘날 생산은 웨스턴 디지털, 씨게이트 및 도시바의 세 제조업체에 집중되었다. 생산은 주로 환태평양 지역에서 이루어진다.
HDD 단위 출하량은 2010년 6억 5,100만 대로 정점을 찍은 후 2022년에는 1억 6,600만 대로 감소했다. 씨게이트가 43%로 가장 큰 시장 점유율을 차지했다.

## SSD와의 경쟁

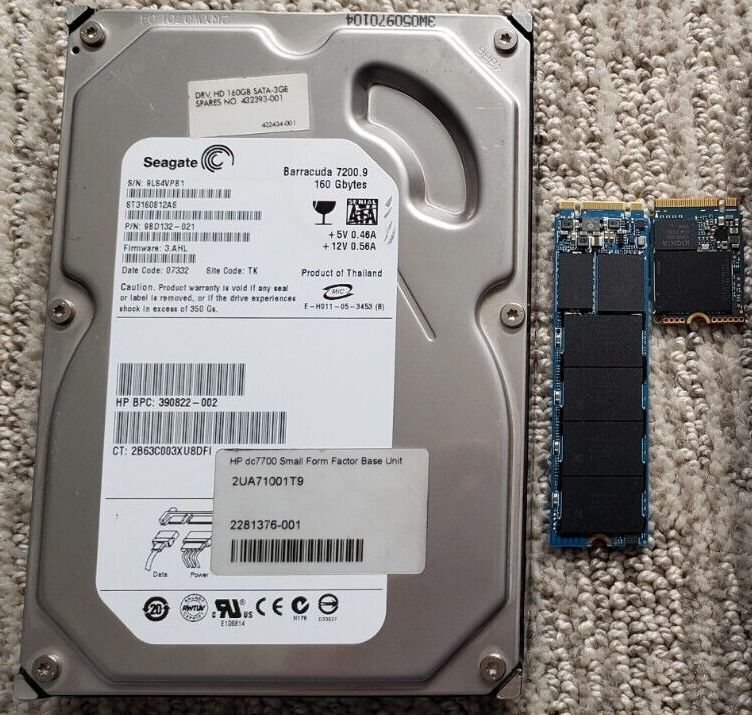
HDD 및 SSD

HDD는 SSD의 비트당 비용이 HDD보다 4~9배 높음에도 불구하고 SSD의 더 높은 속도 (M.2 (NGFF) NVM 익스프레스 드라이브의 경우 최대 7기가바이트/초, PCI 익스프레스 확장 카드 드라이브의 경우 2.5기가바이트/초), 견고성 및 낮은 전력이 더 중요한 시장에서 솔리드 스테이트 드라이브 (SSD)로 대체되고 있다. 2016년 현재 HDD는 연간 2~9%의 고장률을 보이는 반면, SSD는 1~3%로 고장률이 더 낮다. 그러나 SSD는 HDD보다 수정 불가능한 데이터 오류가 더 많다.
SSD는 가장 큰 HDD보다 더 큰 용량 (최대 100 TB)뿐만 아니라 더 높은 저장 밀도 (100 TB 및 30 TB SSD는 3.5인치 HDD와 동일한 높이의 2.5인치 HDD 케이스에 장착)로 제공되지만, 이러한 대용량 SSD는 매우 비싸다.
96개 레이어를 가진 1.33 Tb 3D NAND 칩 (일반적으로 솔리드 스테이트 드라이브 (SSD)에 사용됨)의 실험실 시연은 2019년 현재 5.5 Tbit/in2를 기록했으며, HDD의 최대 면적 밀도는 1.5 Tbit/in2이다. 플래시 메모리의 면적 밀도는 무어의 법칙 (연간 40%)과 유사하게 2년마다 두 배로 증가하고 있으며, HDD의 연간 10~20%보다 빠르다. 2025년에는 HDD의 최대 용량이 36 테라바이트, SSD의 최대 용량이 100 테라바이트였다. 2016년에 생산된 데스크톱 및 노트북 컴퓨터의 70%는 HDD를 사용했고, 30%는 SSD를 사용했다. 2025년에는 노트북에서 HDD가 거의 발견되지 않으며, 대부분의 데스크톱은 SSD만 사용하지만, 일부는 여전히 SSD와 HDD를 함께 구성하거나 드물게 HDD만 구성하기도 한다.
SSD 및 기타 애플리케이션에 사용되는 실리콘 기반 플래시 메모리 (NAND) 칩 시장은 HDD보다 빠르게 성장하고 있다. 전 세계 NAND 수익은 2011년에서 2017년까지 연간 16% 성장하여 220억 달러에서 570억 달러로 증가했으며, 생산량은 연간 45% 성장하여 19엑사바이트에서 175엑사바이트로 증가했다.

## 같이 보기
- Automatic acoustic management
- 청정실
- Click of death
- 디스크 암호화 소프트웨어 비교
- 데이터 소거
- 드라이브 매핑
- 오류 복구 제어
- 하드 디스크 드라이브 성능 특성
- 하이브리드 드라이브
- 마이크로드라이브
- 네트워크 드라이브 (파일 서버, 공유 자원)
- 오브젝트 스토리지
- 쓰기 전보상

## 내용주
1. ↑  This is the original filing date of the application which led to US Patent 3,503,060, generally accepted as the definitive hard disk drive patent.[1]
2. ↑  Further inequivalent terms used to describe various hard disk drives include disk drive, disk file, direct access storage device (DASD), CKD disk, and Winchester disk drive (after the IBM 3340). The term "DASD" includes other devices beside disks.
3. ↑  이것은 US 특허 3,503,060의 원래 출원일이며, 이는 일반적으로 하드 디스크 드라이브 특허의 결정적인 것으로 받아들여진다.[18]
4. ↑  36,000,000,000,000 ÷ 3,750,000
5. ↑  두 대의 대형 냉장고와 비슷한 크기.
6. ↑   1.8인치 폼 팩터는 더 이상 사용되지 않으며, 2.5인치보다 작은 크기는 플래시 메모리로 대체되었다.
7. ↑  68 × 12 × 12 × 12 ÷ 2.1
8. ↑  910,000 ÷ 62
9. ↑  600 ÷ 2.5
10. ↑  (97,500 ÷ 14.4] *  10^6.
11. ↑  1,400,000,000,000 ÷ 2,000.
12. ↑  2,500,000 ÷ 2,000.
13. ↑  사용자 데이터 40개, 포맷 트랙 1개, 대체 표면 6개, 유지 보수 1개.
14. ↑  처음에는 에폭시 바인더에 감마 산화철 입자가 있었지만, 최신 HDD의 기록층은 일반적으로 산화물로 물리적으로 격리된 입상 코발트-크롬-플라티늄 기반 합금의 도메인으로 수직 기록 방식을 가능하게 한다.[48]
15. ↑  과거에는 FM, MFM 및 GCR과 같은 다양한 런-랭스 제한 코드가 자기 기록에 사용되었지만, 현대 HDD에서는 더 이상 사용되지 않는다.
16. 1 2  십진수 배수를 사용하여 표현
17. 1 2  이진 접두어를 사용하여 표현
18. ↑  밀리초 단위의 평균 회전 지연은 다음과 같이 계산된다: 60 × 1000 ÷ 2 ÷ R, 여기서 R은 분당 회전수이다.

## 더 읽어보기
- Kheong Chn, Sann (2005). 《An Introduction to the HDD, modelling, detection and decoding for magnetic recording channels》 (PDF). 《The Eleventh Advanced International Conference on Telecommunications》. 2020년 1월 10일에 확인함.
- Messmer, Hans-Peter (2001). 《The Indispensable PC Hardware Book》 4판. Addison-Wesley. ISBN 978-0-201-59616-8.
- Mueller, Scott (2011). 《Upgrading and Repairing PCs》 20판. Que. ISBN 978-0-7897-4710-5.